# Пияцтво в Росії

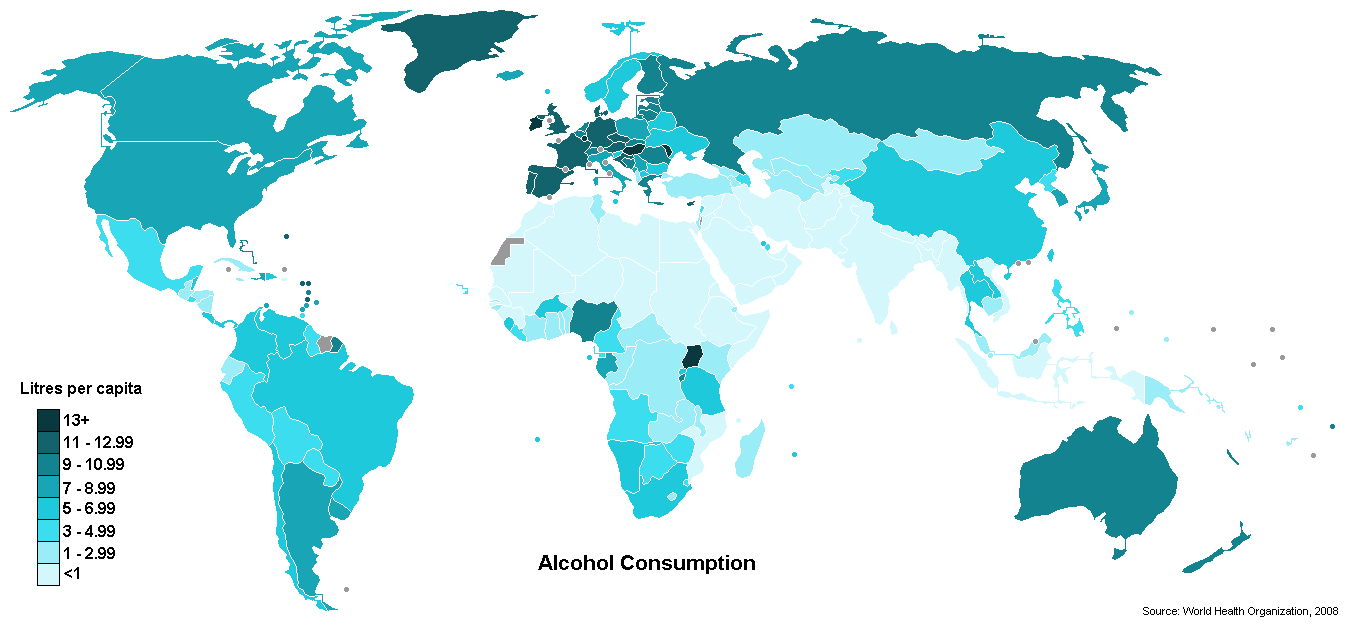
Карта глобального споживання алкоголю 2008 року. За даними ВООЗ, споживання алкоголю в Росії є одним з найвищих у світі

Пия́цтво в Росі́ї є масштабною соціальною проблемою і національним лихом. Ця проблема серйозно підриває соціально-економічні й духовно-моральні основи життєдіяльності суспільства і загрожує національній безпеці Росії через високі рівні захворюваності, смертності та злочинності, пов'язані з зловживанням населення Росії алкогольними напоями.
Експерти з Росії вважають, що алкоголізм у країні став гуманітарною катастрофою, яку ні сучасна російська влада, ні міжнародне співтовариство не хочуть помічати. За словами керівника Інституту демографії, міграції та регіонального розвитку Юрія Крупнова, до 2050 року кількість росіян може зменшитися з 143,5 млн до 80 млн, якщо уряд не вживатиме термінових заходів.

## Основні загрози
Зловживання алкоголем — фактор демографічної та соціальної кризи в Росії: загальнонаціональна загроза на рівні особистості, родини, суспільства, держави — і загроза національній безпеці. Зростання алкоголізму підриває сімейні засади і призводить до народження дітей з різними вродженими дефектами і аномаліями. «Через сауцільне російське пияцтво розпалися сотні тисяч сімей».  Алкоголь — головний фактор катастрофічного зменшення населення Росії. Надкритичний рівень споживання чистого алкоголю на душу населення в Росії з суворою закономірністю викликає деградацію, самознищення нації, причому, процес цей стає незворотним, оскільки більше половини нащадків народжується дефективними, тобто, розумово відсталими, недієздатними і навіть нежиттєздатними.
Пияцтво та алкоголізм належать до числа найпоширеніших негативних соціальних явищ російського суспільства. Зловживання алкоголем — одне з найважливіших причин високого рівня злочинності в Росії. За відсутності зваженої антиалкогольної політики держави, посилюється криміногенний вплив пияцтва на соціальну сферу. Влада Росії розцінює масштаби отруєння алкоголем у країні як «національну трагедію».
Небезпека алкоголізації полягає в зниженні рівня культури суспільства та окремих громадян, аж до їх соціальної та психологічної деградації, негативний вплив на моральну атмосферу, трудову дисципліну, професійну якість працівників, їх здоров'я та працездатність. Крім того, алкоголізація Росії супроводжує наркоманію, проституцію, часто породжує ці соціальні явища, а в кінцевому підсумку і злочинність.
Маючи тісний зв'язок зі злочинністю, пияцтво є живильним середовищем для неї. Небезпека пияцтва і алкоголізму носить двоякий характер: з одного боку, вона полягає в підтримці та стимулюванню соціальних причин злочинності, а з іншого — сама злочинність виступає в ролі причин пияцтва і алкоголізму.
Масове поширення пияцтва та алкоголізму все більш виступає як фактор, що серйозно обмежує можливості реалізації прав людей на життя і безпеку, отримання ними відповідної освіти і необхідної для забезпеченого життя професії; захисту їх від насильства і зазіхань з боку осіб, що зловживають алкоголем.

## Історичні факти
Пияцтву у росіян історично надавалося героїчне значення. Доблесть богатиря вимірювалася здатністю перепити інших і здатністю випити неймовірну кількість вина. У старовинних піснях найщиріші людські почуття знаходили собі вираз у вині.
У середньовічній Московії широко вживали пиво і вино. Оскільки ці алкогольні напої мали відносно невеликий вміст алкоголю, то вони тривалий час не спричиняли особливих проблем. Лише в XV столітті з'являється технологія вигонки хлібної горілки, яка швидко витиснула всі інші алкогольні напої, але переконання, що пияцтво в Московії виникло з появою горілки, є помилковим — виноградний спирт (лат. aqua vita) до Московії завозили здавна — з 1386 року.
Вважалося за норму напиватися до нестями і серед найвищих прошарків московського суспільства, зокрема боярства. Московський посол у Швеції у 1608 році на очах в іноземців, щоб продемонструвати свою звитягу, напився до смерті.
У наступні століття пияцтво в Росії зростає і набуває хронічного характеру, стає традиційним народним пороком. Особливо вражало це іноземців, які відвідували Московію в XVI і XVII століттях.

### Свідчення іноземців
У своїх записках від 1591 року англієць Д. Флетчер пише: 
|  | Нещасні працівники і ремісники часто витрачають в шинках все те, що повинні були б принести своїм дружинам і дітям; часто можна бачити, як вони пропивають навіть одяг і залишаються абсолютно голими. |

Німецький (саксонський) мандрівник Адам Олеарій, який відвідав Московію в першій половині XVII століття і ретельно вивчив російські звичаї того часу зазначав: 
|  | Московити віддані пияцтву більше всякого іншого народу у світі. Коли вони не в міру нап'ються, то, як неприборкані звірі, несамовито віддаються всьому, до чого спонукають їх пристрасні бажання. Порок пияцтва, - писав Олеарій, - однаково поширений в російському народові в усіх станах, між чоловіками і жінками, старими та малими, духовними і світськими, вищими та нижчими, до такої міри, що вигляд п'яної людини, яка валяється в калюжі - тут явище звичайнісіньке. |

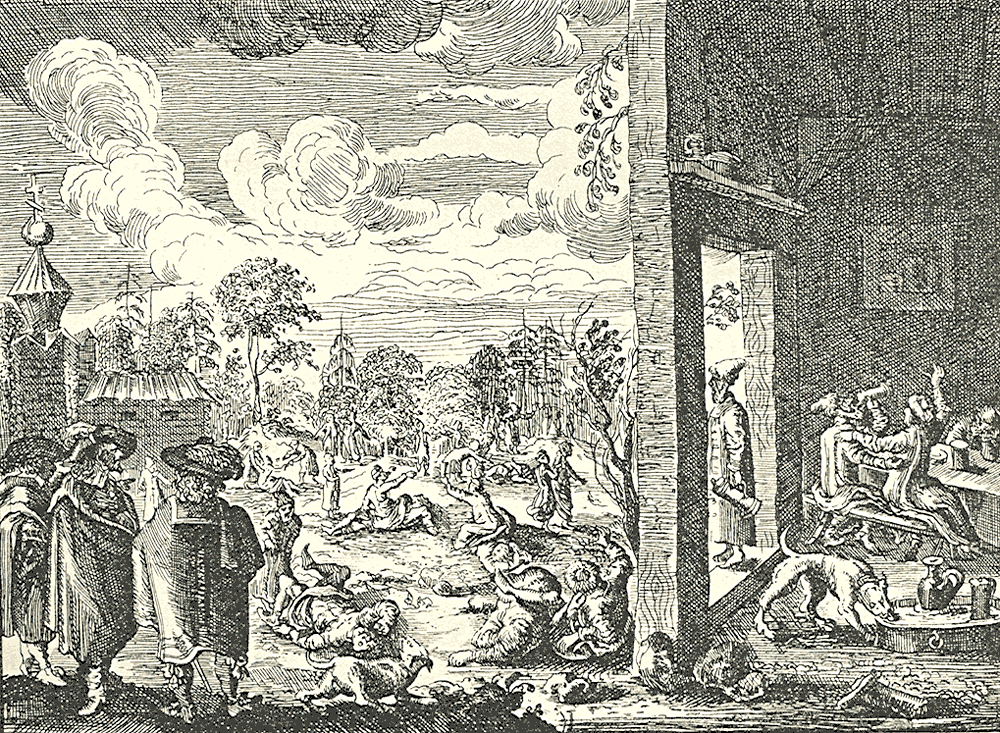
Попойка. Гравюра з книги нім. мандрівника Адама Олеарія «Описание путешествия в Московию и через Московию в Персию и обратно.» (Олеарий А. Описание путешествия в Московию и через Московию в Персию и обратно. — СПб.: Изд. А. С. Суворина, 1906. — XXVIII, 582 с.)

Сербський священик Юрій Крижанич, після відвідин Московії у другій половині XVII століття, писав:
|  | Ніде на світі, крім однієї московської держави, не видно такого мерзенного пияцтва: вулицями у бруді валяються чоловіки і жінки. Миряни і духовні, і багато від пияцтва помирають. |

В XVII столітті Петро Петра де-Ерлезунда (Petr Petrej de Erlezunda), посланець шведського короля, писав: 
|  | ...тому, хто не п'є без зупинки, не місце серед московитів. Тому вони й кажуть про тих, хто не їсть і не п'є на святкуванні: ти не п'єш, ти не будеш їсти, отже, ти не хочеш зробити мені честь". І московити сильно не задоволені тими, хто п'є менше, ніж їм би хотілося. Зате якщо людина п'є стільки, скільки йому наливають, вони приймають його радо і ставляться, як до найкращого друга. |

На думку цивілізованого й освіченого європейця алкоголь для деяких був єдиною розвагою, вірніше засобом розслабитися: 
|  | ...бо нижчим станам населення цієї країни чужа життєдайна і спонукаюча рушійна сила, якою є самолюбство, вони не бажають піднятися і розбагатіти, щоб примножувати свої задоволення, їхнє життя як ніде одноманітне, <...> потреби - мізерні, звички - закоснілі. |

Юст Юль (Just Juel), посол Данії у Московії (1709-1711), залишив цікаві спогади про безнастанні пиятики у москалів:
|  | В Апраксіна мені довелося багато пити, і жодні відмовки не допомагали; кожен заздоровний келих супроводжували пострілами. Йшла пиятика, блазні кричали і відпускали багато грубих жартів, яких в інших країнах ніколи б не довелося почути в присутності володаря, ба навіть і на гулянках простолюду. Як тільки я приїхав у Твер, комендант запросив до себе обідати. Дружина його негайно ж вийшла до нас у супроводі численного жіночого почту і, за московитським звичаєм, запропонувала поцілувати мене; потім усім нам піднесла горілки, після чого мене посадили за стіл, за яким подавали багато рибних страв. За московитським звичаєм кожну заздоровну пили іншим напоєм і з іншої посудини. Під час обіду за розпорядженням коменданта до світлиці увійшло 16 скоморохів, яких загалом у нього є аж 60. Вони почали дудіти, свистати, співати і кукати, кожен на свій лад, представляючи різноманітний спів птахів у лісі. Свистали вони так голосно, що стіна відбивала звук, і хоча усі ці люди стояли проти мене, мені здавалося, що вони водночас знаходяться і спереду, і ззаду. Вони зробили собі також кастаньєти з дерев'яних ложок з брязкальцями на кінцях і клацали ними, грали на волинках і скрипках, танцювали, забавно по-блазенськи кривлялися, згиналися і бігали назад та вперед навкарачки, не припиняючи свистати. Ставши в коло, вони вилізли один одному на плечі й виросли у вежу. |

У 1839 році Астольф де Кюстін (Astolphe de Custine) зазначав:
|  | Найбільше задоволення цьому народу доставляє пияцтво, інакше кажучи - забуття. Бідні люди! Їм потрібно мріяти, щоб пізнати щастя. |

Отже, іноземці з незапам'ятних часів вважали, що жага до спиртного закладена в характері росіян, і їх єдиним задоволенням є алкоголь.

### Події і наслідки
В 1377 році суздальські князі були застигнуті зненацька воїнами татарського царевича Арапшаха, якого послав Мамай, і на річці П'яна дуже п'яні суздальці були до ноги висічені татарами.
|  | Вони ж повели себе безтурботно, не думаючи про небезпеку: одні — обладунки свої на вози склали, а інші — тримали їх у в'юках, у декого сулиці залишалися не насадженими на древко, а щити і списи не приготовлені до бою були. А їздили всі, розстебнувши застібки та одяг з плечей спустивши, розіпрілі від спеки, бо стояв спекотний час. А якщо знаходили по зажит'ям (тобто з грабунку) мед або пиво, то пили без міри, і напивалися до нестями, і їздили п'яними. Воістину — за П'яною п'яні |

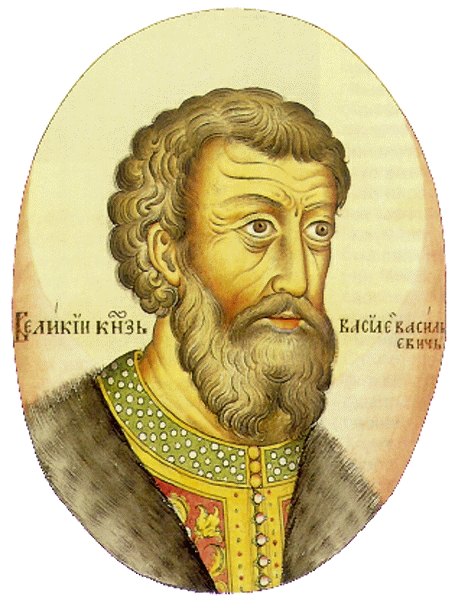
Василь Темний, великий князь московський

В серпні 1382 року хан Тохтамиш легко захопив Москву, через те що москвичі дві доби пиячили, перед тим розгромивши боярські льохи, де зберігалися бочки з медами та пивом, так осміліли, що відкрили ворота татарам.
У 1433 році за 20 верст від Москви на річці Клязьмі великого князя московського Василя Темного розгромив і полонив його дядько Юрій Звенигородський, тому, що москвичі були п'яні, «та ще й з собою мед привезли, щоб пити ще».
Під час чергового бунту у Москві виникла пожежа. Поступово вогонь добрався до головного шинка. Мешканці міста, забувши гасити пожежу, кинулися туди натовпом, поспішали черпати горілку шапками, чобітьми, хто чим міг. В результаті народ валявся по вулицях п'яний, а добра частина міста вигоріла до тла.
Перший питний заклад — «царський кабак», у Москві було відкрито у 1533 році. Таким чином торгівля алкоголем була зосереджена у руках царських урядовців. Займалися «царськими кабаками» виборні особи, так звані кабацькі голови, які часто вдавалися до зловживань. Це призвело до відомих в історії «кабацьких бунтів» 1648 року в Москві і інших містах. Цар Олексій Михайлович терміново скликав Земський собор з метою реформування продажу горілки, однак половинчасті заходи нічого не дали, пияцтво у Московії XVII століття сягнуло жахливих масштабів. Народ запивав так, що великодні святкування тривали понад місяць і зривали сівбу, а наслідком був недорід. Водночас державі було вигідне пияцтво, що приносило до скарбниці постійні і відчутні прибутки. «Кабацькі голови» і «целовальнікі» заохочували споживання алкоголю в борг. Потрапивши у боргову пастку, пияки втрачали усе своє майно. З таких осіб утворився особливий клас п'яниць — «кабацькі яриги». Вони волочилися, просячи милостині, вимолюючи поблизу шинків чарочку горілки Христа ради. Часто збиралися в зграї злодіїв і розбійників.
У 1807 році в Указі про дарування привілеїв купцям російський імператор Олександр I ухвалив: «височайшим повелінням дозволити купцям малі запої до двох тижнів і великі до одного місяця, які трактувати як хворобу душі». Звідси пішов вислів: «маю право і п'ю на свої».

### Пияцтво і революція
Маловідомо що Зимовий палац штурмували двічі. Перший раз у відому ніч на 26 жовтня, другий — кількома днями пізніше, коли народ запідозрив, що більшовицькі комісари мають намір знищити вино і горілку, що зберігалися в Зимовому палаці. У результаті солдати і матроси взяли Зимовий палац вдруге. За спогадами людей з ленінського оточення, Володимир Ілліч у ці дні був повністю розгублений — «судоми посмикували його обличчям». Один з організаторів революції 1917 р. Троцький заявив у книзі «Моє життя»: «Вино стікало канавами до Неви і просочувало сніг. Пияки хлебтали прямо з канав». Однак, хоча і з великими труднощами, більшовикам все-таки вдалося відновити порядок. Народу при цьому загинуло більше, ніж під час первісного взяття Зимового палацу.
Те ж саме відбувалося і в провінції. Так, 21 листопада розгрому піддався винний склад в Борисоглєбську (Тамбовська губернія). Погром, у якому брало участь до 4 тис. солдатів і городян, перекинувся в місто — грабували всі магазини, що траплялися під руку, приватні будинки. Наприкінці 1917 р. п'яні погроми відбулися в Ярославлі, Моршанську, Сарапулі, Вишньому Волочку, Гжатську та іншії містах Росії.
Письменник І. Бунін так пише про Одесу, 1919-й рік, червень: «Кажуть, матроси, надіслані до нас з Петербургу, зовсім оскаженіли від пияцтва, від кокаїну, від свавілля. П'яні, вриваються до ув'язнених в надзвичайки без наказів начальства і вбивають кого завгодно … Для потіхи виганяють ув'язнених у двір і примушують бігати, а самі стріляють, навмисне промахуючись».
Політика червоного терору посилювала пияцтво комісарів і працівників ЧК, що стояли при владі — нервова система катів не витримувала щоденно здійснюваних ними тортур і масових вбивств. «І страчують кати переважно в стані сп'яніння — потрібно стан „очманіння“, особливо в дні, коли йде дійсно свого роду бійня людей». Іноді вони приймають кокаїн та морфій, але найчастіше прагнуть легкодоступного самогону. У Ярославльський губернській ЧК один слідчий, колишній водопровідник, спочатку «працював добре, а потім почав пити… Ось він нап'ється і йде допитувати заарештованих».
Але радянська влада в грудні 1917 р. підтвердила наявність «сухого закону», а в липні 1918 р. заборонила самогоноваріння, насправді ж простежити за виконанням цих указів не могла. Замість горілки народ використовував «замінники» спиртний продукції. Так, на Уралі вживали одеколон, лаки, політуру, денатурант.
Під час Громадянської війни і перших років після неї пияцтво досягало надзвичайних розмірів. Так, в Алтайській губернії в перші місяці 1918 р. хлібороби витратили на самогон близько 15 млн пудів (1 пуд — 16,38 кг) зерна. Продзагонам, які вилучали у селян зерно, селяни дали прізвисько «пияки народної довіри», а їх здатність споживати алкоголь в необмеженій кількості дивувала навіть закоренілих сільських самогонників.
У селі Машкове Тамбовської губернії місцеві комуністи відібрали у самогонників дві бочки самогону, і їх доповідач, звітуючи начальству, без збентеження сказав: «Коли відібрали ці бочки, то задумалися, що з ними робити? Випити? То й пили». Із звіту голови місцевого губернського виконкому в Саратові загальне становище в місті і окрузі влітку-восени 1919 р. виглядала наступним чином: «Пили всі — і селяни, і міліція, і посадові особи, аж до голови виконкому».

## Політика влади щодо споювання росіян
В Росії в усі часи політика держави стосовно виробництва й споживання алкоголю є головним чинником споживання населенням алкоголю. Кожен раз в історії збільшення споживання алкоголю або ж зміна структури споживання в бік споживання міцніших напоїв відбувалося через дії держави. Щоразу прагнення зменшити регулювання, зняти з себе відповідальність за виробництво і споживання алкоголю, збільшити прибуток від цих трьох процесів призводило до збільшення споживання алкоголю і частки міцних напоїв.

### Московія— Російська імперія
З давніх часів пияцтво є своєрідною вуздою для народу. В. В. Похльобкін наводить широко відомий афоризм на підтримку алкогольної політики, що приписується Катерині II: «П'яним народом легше управляти»
Після падіння Золотої Орди ханські податі (тамга) не зникають і виникають нові. З XIV ст. оголошуються податки на брагу, пиво, мед, на квас, а з кінця XIV ст., коли в Росії вперше з'явилася горілка, і на горілку.
Російські вчені вважають, що пальму першості в споюванні народу логічно було б віддати Івану IV (Грозному). Повернувшись з-під Казані, він розпорядився побудувати для пиятики опричників особливий будинок, названий ним татарським словом «кабак» (укр. шинок). Але татарський кабак — це заїжджий двір, де подавалися страви і напої, і в цьому він мало відрізняється від давньослов'янської корчми. Вперше така назва зустрічається в документі 1563 р. І вже до кінця століття стає традиційною назвою казенного питного будинку. Власниками кабаків були і знаменитий нижньогородський міщанин Козьма Мінін та його сподвижник воєвода Дмитро Пожарський. Шинок, влаштований Іваном IV, — це місце, де можна лише пити, а їсти не можна. Саме цю подію, ймовірно, можна прийняти за точку відліку у багатовіковій історії російського пияцтва.

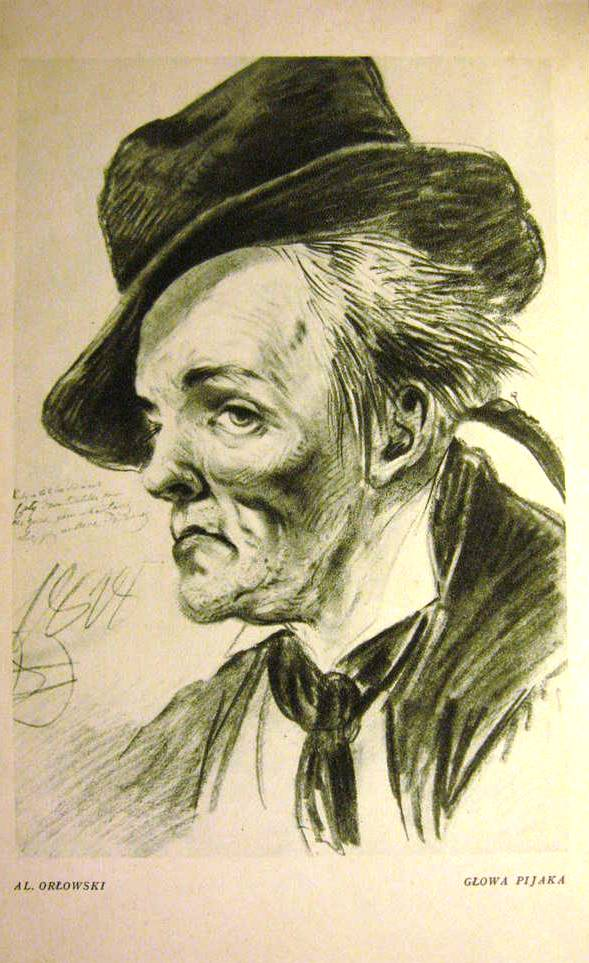
Олександр Орловський. Голова пияка. 1829 рік

Національною проблемою пияцтво стало за часів Петра I, який і сам любив важко випити, а ще більше любив, коли на влаштованих ним асамблеях тисячі людей напивалися. Вважають, що саме звідси й пішла сумна російська традиція пити з нагоди й без. До раціону петровського солдата в поході і під час бойових дій входили щоденна порція вина і два гарнці (близько 4 літрів) пива. За морським статутом 1720 року, кожному матросу належалося по 4 чарки горілки в тиждень, з 1761 року порція стала щоденною.
З 1474 виробництво та продаж усіх алкогольних продуктів у Росії ставиться під жорсткий контроль: держава або віддавала виробництво алкоголю на відкуп (щоб торгувати спиртним, треба було в рахунок майбутнього прибутку спочатку внести до скарбниці велику суму), або обкладала виробників високими податками, або саме виступало як монопольний виробник і продавець спиртного. Державні шинки стали збагачувати скарбницю, а в народі отримало широке поширення підпільне самогоноваріння. У результаті до 19 в. пияцтво стало «національною традицією»., І. Прижов відзначав, що під впливом шинку "у великоруського народу мало-помалу склалося нове правило життя, що «не пити — так і на світі не жити».
З часів Івана Грозного утримувачам шинків спускався «план» (часто свідомо нереальний), за невиконання якого шинкар міг сам встати «на правеж», і його щодня били палицями по ногах на торгу, поки не будуть отримані недобрані гроші. У шинок могли затягнути навіть силою. Втім, і це допомагало не завжди, тоді невдачливий шинкар писав у центр пояснювальну невиконання плану: «Найкращі питухі ізпропилися доголу в колишні роки, приїжджих людей не було, а колишні, государ, питухи розбрелися, а інші питухи по кабаках валяютца нагі, і босі, і питво по стойках застаіваєтца».
«Питний» податок здавна становив одну з найбільш значущих статей бюджету Росії, і уряд проявляв постійну дбайливість про якомога вигіднішу постановку питної справи, і, коли стикалися інтереси казни і інтереси огородження населення від надмірного пияцтва, цим останнім інтересам доводилося поступатися. Від кінця XVI і XVII ст. збереглося чимало донесень обласних воєвод про те, що шинки розоряють народ; але у відповідь на ці донесення московський уряд повідомив їм, що вони «пишуть не у справі і погано дбають про державні прибутки». Основними наповнювачами дохідної частини бюджету в той час були поміщицькі та державні селяни: перші платили подушний податок, другі — оброк. Наприкінці XVIII ст. подушний податок дорівнював 1 крб., оброк — 3 крб. Наступним за значенням джерелом доходу бюджету був непрямий податок з питва, тобто з продажу алкоголю. У 1795 р. уряд віддає відкупникам крім права продажу і право заготівлі вина. У результаті створення єдиної відкупної системи питний збір наприкінець царствування Катерини ІІ склав більше третини всієї доходної частини бюджету.

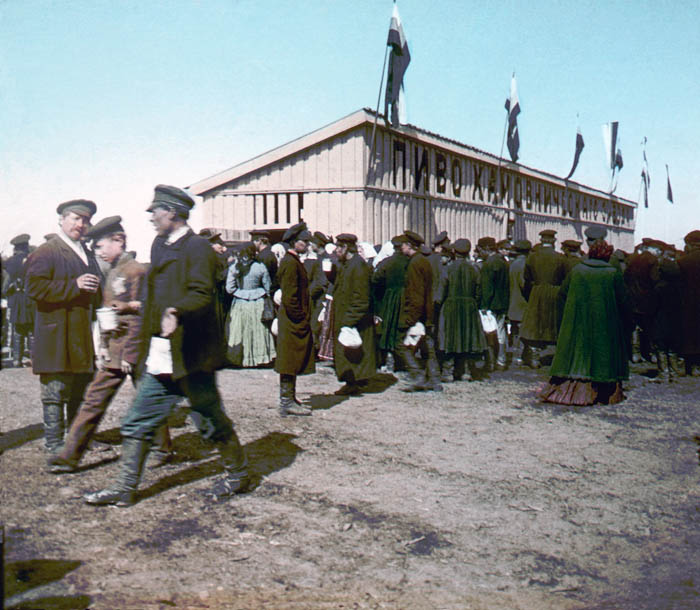
Пивне частування з нагоди коронації Миколи ІІ. Москва, 1896 рік

У XIX столітті шинки поширюються по селах. У 1852 р. шинків — 77838, у 1859 р. — 87 388 і, нарешті, після 1863 року число їх, збільшившись приблизно в шість разів, перейшло за півмільйона. У 80-х роках XIX століття, за оцінкою сучасників, десятки тисяч селян спивалися і розорялися.
Споювання росіян в новий час посилювалося переважанням на російському ринку низькоякісних сортів горілки. Систематичний експорт російської житньої горілки в Німеччину призвів до домінуванням на внутрішньому російському ринку дешевої картопляної горілки, що сприяло поширенню в Росії найгірших форм пияцтва. Уряд відмовлявся боротися з ним, оскільки на початку 20 ст. більше 1/3 доходів щорічного держбюджету становила саме виручка від торгівлі горілкою. З 1908 по 1912 рік було продано 440 мільйонів відер сорокаградусної горілки. За ці роки від її продажу було отримано прибутку 185 мільйонів рублів, а від експлуатації залізниць — лише 160 мільйонів рублів. Єдине, на що воно пішло, — це перехід до стандарту 40-градусної горілки, менш руйнівної у порівнянні з напоями будь-який іншої міцності.
Наприкінці XIX — початку XX століття найбільш питущою губернією Росії була Московська, що давала дохід від горілки в 1885 році 20 млн 707 тис. 400 руб. (золотих рублів!), а в 1895 році вже 25.353.000 рублів. За нею йшла столична губернія — Петербурзька — 14,6 млн рублів. На Уралі найбільш «п'яною» за розмірами споживання горілки вважалася Пермська губернія (5,67 млн руб.), яка тоді включала і територію нинішньої Свердловської області. Обліку споживання в літрах тоді не вели, цікавив лише прибуток.

#### Рух проти пияцтва
У 50-ті роки XIX століття відкупна система породила масу зловживань. В деяких місцевостях у народі почав з'являтися підтриманий церквою рух проти пияцтва, проте він вже на початку свого розвитку зустрівся з непереборною перешкодою — інтересами фіску. Від міністра фінансів надійшло повідомлення Святійшому Синоду, «що вчинену заборону гарячого вина за допомогою сильно діючих на розум простого народу релігійних погроз і клятвених обіцянок не повинно бути допускаємо, як противне не лише загальному поняттю про користь помірного вживання вина, але й тим постановам, на підставі яких уряд віддав питні збори в відкупне утримання». A через деякий час після того міністром фінансів зроблено було розпорядження, «щоб вироки міських і сільських громад і про стримання, знищити, і надалі міських зборів і сільських сходів на ці цілі ніде не допускати».

#### Законодавче забезпечення
З 1640 по 1917 рік в Росії було прийнято 2344 законодавчих акти, які, в основному, захищали виробництво і продаж алкогольних виробів, регламентували діяльність питних закладів, казенного управління винною торгівлею, розвиток пияцтва і алкоголізму і т. д. І лише 57 з них сприяли руху за тверезий спосіб життя і були спрямовані на боротьбу з корчемством.

### Пияцтво вСРСР

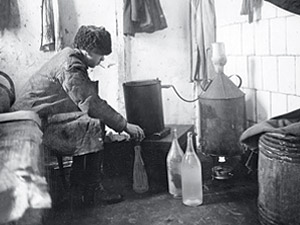
Самогонник за варінням трунку. 1920-ті роки

Фіскальний інтерес до продажу алкоголю зберігся і за часів радянської епохи. Тому в СРСР залишилася «традиція» надмірного винопиття, алкоголізм, як і раніше був гострою національною проблемою. Статистика середньодушового споживання спирто-горілчаних напоїв показує, що в СРСР останніх десятиліть воно виявилося вищим, ніж у царській Росії. У 1980-ті, у період загострення дефіциту споживчих товарів, горілка навіть грала роль свого роду другої валюти.
Згідно з даними, опублікованими в довідниках Статистичного управління «СРСР у цифрах», населення країни з 1965 по 1981 р. збільшилася з 232,2 до 266,6 млн чоловік, тобто на 13 %. Виробництво ж спиртного за цей час зросло на 500 %. Якщо порівнювати виробництво хліба та борошна з виробництвом алкоголю — ситуація аналогічна: з 1940 до 1980 р. хліба та борошна стали випускати більше на 200 %, а алкоголю — на 690 %.
Потрібно зазначити, що аналіз алкогольної проблеми радянських часів ускладнений: офіційні дані ЦСУ РРФСР, Держкомстату РРФСР за показником «реєстрація споживання алкоголю» залишалися секретними до 1988 року.

#### Часи Другої світової війни
У роки Другої світової війни антиалкогольна політика уряду полягала в тому, щоб зробити з спиртного надійний і постійно діючий стимул «до праці і оборони». Щоденні «сталінські 100 грам» видавалися всім військовослужбовцям передових частин, які ведуть наступальні дії.
Леонід Рабічєв, російський художник і поет, ветеран Другої світової війни, залишив опис жахливої нелюдської традиції серед вояків передових частин Червоної армії:
|  | Знімаємо з воза мертвого солдата, виймаємо з його кишені військовий квиток, бирку. Його треба поховати. Але спочатку заходимо до хати. Три великих кімнати, дві мертвих жінки і три мертвих дівчинки, спідниці в усіх задерті, а між ногами денцями назовні стирчать порожні винні пляшки. Я йду вздовж хатньої стіни, другі двері, коридор, двері і ще дві суміжних кімнати, на кожному ліжку, а їх три, лежать мертві жінки з розсунутими ногами і пляшками. Ну припустимо, усіх зґвалтували і застрелили. Подушки залиті кров'ю. Але звідки це садистське бажання — встромити пляшки? Наша піхота, наші танкісти, сільські і міські хлопаки, у всіх на Батьківщині родини, матері, сестри. Я розумію — вбив у бою, якщо ти не вб'єш, тебе в'ють. Після першого вбивства шок, в одного дригота, в іншого блювота. Але тут якась жахлива, садистська гра, щось на кштал змагання: хто більше пляшок встромить, і це в кожній хаті. Ні, не ми, не армійські зв'язківці. Це піхотинці, танкісти, мінометники. Вони перші заходили до хат. |

Після 9 травня 1945 всі «алкогольні постанови» були скасовані, проте наслідки їх виявилися вельми тяжкими: за 4 роки відбулося звикання до алкоголю всього чоловічого населення країни. У 40-80-ті роки продовжувалась лінія, визначена в 30-ті роки — алкоголь становив від 15 до 29 % усіх доходів. Відношення до «фронтових ста грам» в Росії досить неоднозначне, в вересні 2006 року один з відомих політиків заявив з трибуни Держдуми Росії: «Цар запровадив сухий закон, а більшовики його скасували. Тому що лише в п'яному вигляді можна будувати соціалізм. Лише у п'яному вигляді можна йти в атаку на явну смерть. Якби німцям давали стільки горілки, невідомо ще, хто б переміг».

##### Пияцтво партизан
Великою проблемою серед партизанів було пияцтво. Вони часто напивалися і чинили насильство, як правило, над цивільним населенням, часто потерпілими виявлялися їхні ж товариші по зброї. Алкоголь вони добували у селян. Найчастіше вони реквізували коней, овець, велику рогату худобу, одяг і господарське начиння, потім збували все це в інших поселеннях, щоб на виручені гроші виміняти або купити алкоголь.

#### Часи Хрущова

Василь Блохін, генерал-майор, головний кат НКВС, після смерті Сталіна був відправлений у відставку і позбавлений звання. Почав пити, з'їхав з глузду і помер

У 1958 р. радянське керівництво, очолюване в той час М.Хрущовим, спробувало досягти зменшення пияцтва шляхом заборони продажу спиртних напоїв у розлив, пов'язуючи з останніми найбільш одіозні і неправомірні форми пияцтва. Заборона на продаж горілки на всіх підприємствах громадського харчування (крім ресторанів) не дала очікуваних результатів і призвела до подальшого зниження моральності суспільства. Споживання алкоголю було витіснене з соціально-контрольованих місць на вулицю. Чоловічим населенням ще не була втрачена фронтова навичка прийому спирту залпом. Заборона на споживання алкоголю разом з прийомом їжі, вуличне розпивання горілки сприяли масовому залученню людей до алкоголю. Стала формуватися терпимість до групового розпивання спиртного і антигромадської поведінки як явища буденного. За десятиліття з 1960 р. до 1970 р. споживання алкоголю на людину в рік зросло на 2,8 л і досягла 6,7 л (без урахування самогону та сурогатів).

#### ЧасиБрежнєва
Брежнєв любив випити і привчав до цього своїх наближених. Це він ввів в «моду» пишні застілля на роботі, і саме при ньому пияцтво в СРСР досягло катастрофічних масштабів. За вісімнадцять років правління Брежнєва в СРСР почали пити майже втричі більше.
СРСР брежнєвської епохи (1970-і — 80-і роки) був країною «побутових алкоголіків». Саме в ці роки статистика споживання алкоголю досягла максимальних показників. Про це говорить статистика. Так, в 1960-і роки радянський громадянин випивав на рік в середньому 4,6 літра алкоголю, а вже до «застійних» 1970-х ця цифра виросла практично в 2 рази — до 8,45 літрів, а до початку 1980-х — цей показник досяг 10,6 літрів. Тобто, на рік на початку 1980-х середньостатистичний громадянин випивав 53 пляшки горілки або 118 пляшок вина. І це «середня температура по лікарні», адже були люди абсолютно непитущі або малопитущі, так само як і республіки СРСР з різними традиціями споживання алкоголю. А якщо ще до цієї офіційної цифри додати споживання самогону, домашніх наливок і нецільових рідин на кшталт одеколону або стекломоя, то реальна картина виглядає шокуюче — офіційну цифру можна множити в 1,5 — 2 рази.
За статистикою брежнєвських часів 2 % померлих чоловіків — це жертви алкогольних отруєнь. При цьому, ця цифра не відображує наслідків багаторічного вживання алкоголю, таких як інфаркти, цирози або панкреатити, а саме отруєння. 23,7 % відбувалися в стані алкогольного сп'яніння і приблизно стільки ж самогубств за тієї ж причини. Загалом, щорічно через різні причини, пов'язані з алкоголем, в СРСР до кінця правління Брежнєва вмирало 486 тис. осіб, що зіставимо з населенням обласного центру.
Експерти бачать причину пияцтва радянських людей в державній системі того часу. Рядовий радянський громадянин часом випивав просто від нудьги. Більше трудовому люду нічого не залишалося робити — свою справу на почнеш, за кордон не поїдеш (хіба що раз на рік до Криму або Сочі), більше 200 рублів не заробиш. Проте можна випивати з друзями будь де — на роботі, на вулиці чи вдома.
До того ж в суспільстві того часу надзвичайно була висока толерантність до алкоголіків. Хоча на вулицях і підприємствах вивішували антиалкогольні плакати, висміювали п'яниць у фільмах, працювали витверезники, але в реальному житті з алкашами возилися вдома, і на роботі намагалися без особливих причин не звільняти. І якщо дисидентів активно закривали у в'язниці і психлікарні, то до алкоголіків ставилися як до своїх, рідних пролетарів, які просто оступилися.

#### Антиалкогольна кампанія
Президент Михайло Горбачов спробував відучити росіян від безрозсудної любові до горілки, тому 16 травня 1985 року він виголосив промову про посилення боротьби з алкоголем та про ліквідацію домашнього виробництва спиртовмісних напоїв. Остання антиалкогольна кампанія в СРСР повинна була скоротити споживання горілки на одну людину, але замість цього росіяни повернулися до домашнього виробництва алкогольних напоїв. В 1985—1986 рр. було істотно скорочено виробництво алкогольних напоїв і час їх продажу в місцях, де раніше алкоголь можна було придбати. Наслідки були трагічними — медичні установи були заповнені людьми, які отруїлися неякісним алкоголем . Неймовірно зросло споживання практично всього, де хоч в якомусь вигляді містився алкоголь: парфумів, чистячих і дезінфікуючих засобів, навіть гальмівної рідини. Там, де алкоголь в обмеженій кількості можна було купити, виникали довгі нервові черги, люди билися за можливість опинитися в несвідомому стані, а за напоями на розлив стояли зі старими чайниками і пляшками з-під молока.
Труднощі при пошуках алкоголю збісили росіян більше, ніж недотримання основних прав людини. У результаті «сухого закону» недовіра до комуністичного уряду в масах досягла максимуму.

### З доповідіЙ.СталінанаXIV з'їзді ВКП(б)
|  | До речі, два слова про одне з джерел резерву — про горілку. Є люди, які думають, що можна будувати соціалізм в білих рукавичках. Це — груба помилка, товариші. Коли в нас немає позик, коли ми є бідні капіталами і якщо, крім того, ми не можемо піти в кабалу до західноєвропейських капіталістів, не можемо прийняти тих кабальних умов, які вони нам пропонують і які ми відкинули, — то залишається одне: шукати джерел в інших областях. Це все-таки краще, ніж закабалення. Тут треба вибирати між кабалою і горілкою, і люди, які думають, що можна будувати соціалізм в білих рукавичках, жорстоко помиляються. |

## Статистичні показники

### Споживання алкоголю
Стандарт Всесвітньої організації охорони здоров'я визначає: щорічне вживання понад 8 літрів чистого спирту на душу населення веде до деградації нації. За офіційними даними, у Росії на кожного дорослого припадає по 20 літрів (хоча за різними даними, рівень перевищує 30 літрів). Це приблизно 50 пляшок горілки, які припадають на кожного жителя Росії (на 142,5 млн чоловік), включаючи немовлят, які тільки що з'явилися на світ.
Тіньовий обіг алкогольної продукції разом з неврахованим обігом вітчизняної та імпортної алкогольної продукції, самогоноваріння і т. д. становить більше 50 % від загального обсягу реалізованої продукції і в грошовому еквіваленті становить понад 2 млрд доларів на рік (дані 2004 року).

### Обсяг продажу і виробництва горілки
У грошовому вираженні, найбільшим ринком горілки є США. Росія займає друге місце. Це обумовлено набагато вищим рівнем цін на міцні спиртні напої в Сполучених Штатах, а також тим, що в рейтингах не враховується нелегально вироблена продукція, самогон, сурогати.
Російський експорт та імпорт горілки за останні роки за даними Федеральної служби державної статистики Росії, млн доларів:
| Рік     | 2001 | 2002 | 2003 | 2004 |
| ------- | ---- | ---- | ---- | ---- |
| Експорт | 37,8 | 47,5 | 53,9 | 26,5 |
| Імпорт  | 8,1  | 11,9 | 20,9 | 45,5 |

За даними Рахункової палати Росії основна частина горілки в Росії виробляється нелегально.

### Обсяг продажу і виробництва слабоалкогольних напоїв
Починаючи з 98-го року, в Російській Федерації спостерігається щорічне збільшення виробництва і продажу слабоалкогольних напоїв (включаючи пиво), яке до 2006 року зросло майже в шість разів. При цьому обсяги продажів міцних алкогольних напоїв в порівнянні з 1998 роком не зменшуються, що достатньо серйозно збільшує алкогольне навантаження на населення.

### Структура продажу через торговельну мережу
У 2007 році продаж алкогольної продукції населенню через торговельну мережу склав близько 10 літрів на душу населення. У структурі продажів майже 80 % припадає на пиво, 13,2 % — на горілку і лікеро-горілчані вироби, 6,4 % — на вино і 0,6 % — на коньяк.

### Споживання сурогатів та лікувально-косметичних засобів

Одеколон «Потрійний»

Починаючи з 1992 року і до останнього часу до числа причин, що визначають зростання алкогольно-залежної захворюваності та смертності в Росії, відносять збільшення споживання населенням сурогатів алкоголю, а також незаконно виробленої та неякісної алкогольної продукції. Не менше чверті від всього обсягу спожитого в Росії алкоголю складає токсичний, фальсифікований алкоголь, часто технічний і не призначений для споживання людьми.
У листопаді 2009 року в 23 регіонах Росії споживання алкогольних сурогатів — технічних рідин і лосьйонів зросла на 9 % у порівнянні з жовтнем. За грудень 2009 року росіяни випили 1275 тисяч літрів сурогату, який містив спирт.
За оцінками фахівців Росія випиває 130—150 мільйонів літрів лікувально-косметичних засобів на рік. Серед найпопулярніших сурогатних «напоїв» фахівці виділяють лосьйони «Огірковий», «Глід», «Звіробій», «Женьшень», «Перець»; «Запашні води Ясон», «Аромат Черешні», «Аромат лимонний», «Фруктова», одеколон «Гвоздика», тонік для обличчя «Березові бруньки», одеколон «Потрійний», антисептик «Марат», засіб гігієнічно-профілактичний для рук «Клин», засіб для ванн «Трояр».
За результатами досліджень, проведених в трьох регіонах Росії (Нижньогородській, Воронезькій і Омській областях) було встановлено, що основним споживаним алкогольним напоєм є самогон. Співвідношення споживаних самогону та горілки — 4,8:1. Половина учасників обстеження вживало самогон 4 рази на тиждень і частіше. Споживання самогону було типово для всіх вікових груп.

### Демографічні показники
За даними Громадської палати Росії, кількість лише зареєстрованих алкоголіків перевищує 4.580.000 осіб.
На кінець 2001 року під диспансерним наглядом, в спеціалізованих амбулаторно-поліклінічних установах (наркологічних і психіатричних диспансерах), знаходилося 2,1923 млн хворих на алкоголізм і алкогольні психози. Показник захворюваності алкоголізмом склав 1520,2 чоловік на кожні 100 тис. населення. 112,4 тис. хворих (77,9 на 100 тис. населення) знаходилося під диспансерним наглядом з діагнозом алкогольний психоз. Крім того, під профілактичним наглядом знаходилося ще 403,2 тис. осіб, що зловживають спиртним(у розрахунку на 100 тис. населення — 279,6). Таким чином, майже 2,6 мільйонів росіян було залучено у важке, хворобливе пияцтво, що становить 1,8 % від усього населення країни. В наш час[коли?] зазначений відсоток продовжує рости.
Лише в 2008 році уперше було виявлено 173 430 хворих. У 2008 році спеціалізованими наркологічними установами країни було зареєстровано вже 2,7 мільйона чоловік, що зловживають алкоголем, в тому числі люди, що вживають алкоголь з шкідливими наслідками, хворі на алкоголізм і хворі алкогольними психозами. Це два відсотка від населення країни.
Співвідношення чоловіків і жінок серед зареєстрованих хворих склало п'ять до одного, причому алкоголізм «молодшає» і впевнено поширюється серед жіночого населення країни.
За даними Росспоживнагляду, в Росії третина неповнолітніх юнаків та дівчат випивають щодня, вік залучення до вживання алкоголю за останні 50 років знизився з 17 до 14 років. В той же час доведено, що раннє залучення до вживання алкоголю збільшує в 5-6 раз ризик розвитку алкоголізму і насильницької смерті в майбутньому. 30 % російських підлітків споживають алкоголь щодня.
Росія посідає перше місце у світі за кількістю покинутих дітей. Алкоголізм — найпоширеніша причина залишення дітей та позбавлення материнських прав. За даними досліджень, майже у половини вихованців дитячих будинків у Росії спостерігаються ознаки алкогольного синдрому плоду. Високий рівень алкогольних проблем в Росії веде і до катастрофічно високої кількості розлучень — за цим показником Росія знаходиться на другому місці у світі.
Пияцтво батьків призводить до появи на світ дітей з дефектами і різними каліцтвами, а головне — з неповноцінним мозком. Близько 8 % московських дітей — олігофрени. Це лише офіційно зареєстровані ідіоти (важка форма захворювання), імбіцили (середня форма) і явно виражені дебіли (легка форма олігофренії). Стерті форми дебільності, такі як тупуватість і посередність, медичними установами не реєструються. Отже, реальна чисельність олігофренів набагато більша — до 1/5-1/6 всіх дітей.

### Алкоголізм за регіонами
За підсумками 2008 року лідером за захворюваністю, як і раніше, залишається Магаданська область: число споживачів алкоголю в регіоні склало 5,6 % від загальної чисельності населення. Вище, ніж у середньому по Росії, захворюваність на алкоголізм спостерігається в Республіці Карелія, Брянської, Іванівської, Костромської, Липецька, Нижньогородської, Новгородській, Сахалінській областях, Камчатському краї і в Чукотському автономному окрузі.

### Економічні втрати
20 % витрат в системі охорони здоров'я Росії припадають на лікування, пов'язане з алкоголізмом.
Економічні втрати становлять не менше одного трильйона 700 мільярдів рублів на рік. Вони пов'язані з підвищеною смертністю, втратою тривалості здорового життя, втратою працездатності, зі зниженням продуктивності праці, витратами на лікування пов'язаних з алкоголем захворювань, з соціальними виплатами держави інвалідам, сиротам, зі збитком від пожеж, ДТП, з витратами на утримання ув'язнених, на боротьбу зі злочинністю та безпритульністю. Ніякі війни, епідемії, репресії разом узяті, не завдали Росії такої шкоди, якої вона зазнала від алкоголю.

### Смертність від пияцтва

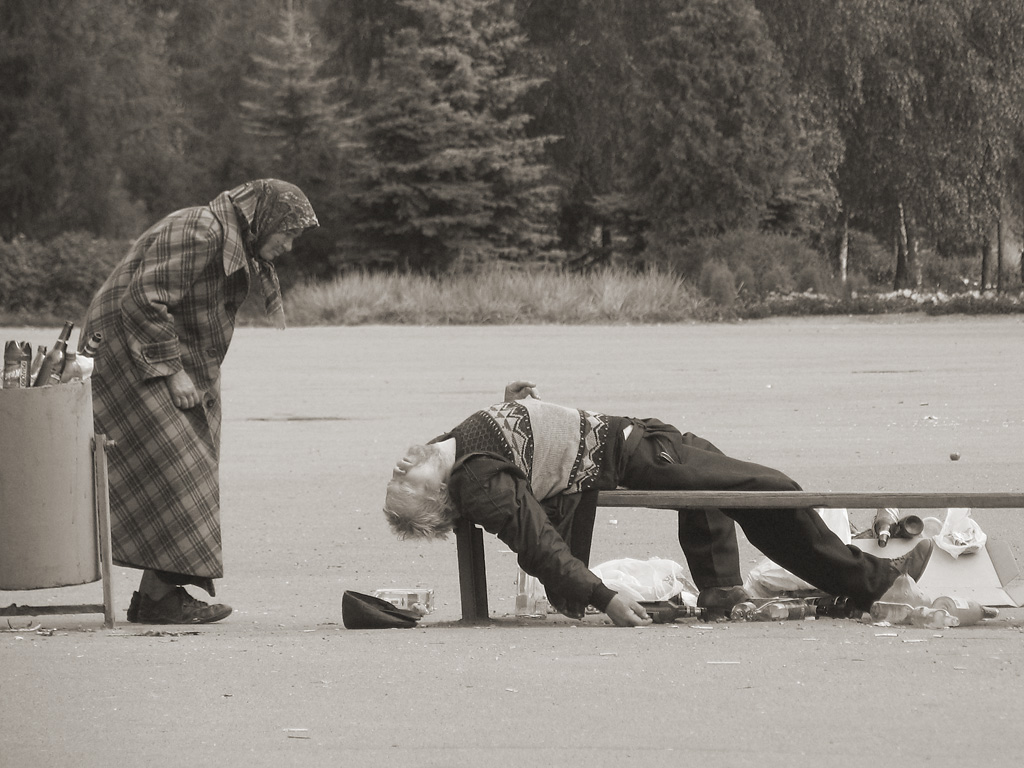
Російський алкологік в стані безпам'ятства

#### Загальні показники
Згідно з доповіддю ООН, алкоголізм призведе до скорочення населення Росії приблизно на 11 млн чоловік до 2025 року. Такі показники смертності можна зіставити з показниками Центральної Африки. Після 1991 року смерть більше половини росіян у віці від 15 до 54 років була викликана надмірним споживанням алкоголю.
Від побутового пияцтва та алкоголізму в Росії на рік помирає 75 тис. людей. Всього кількість смертей, так чи інакше пов'язаних із вживанням спиртного (серцево-судинні та інші захворювання, злочини тощо), щорічно сягає 500 000 випадків. Як випливає з судово-медичних експертиз, 2/3 людей працездатного віку, які вмирають в Росії, вмирають нетверезими, «з підвищеним вмістом алкоголю в біологічних рідинах».
Середнє багаторічне значення смертності в Росії від алкоголізму становить 3 % — мова йде про смерті, що безпосередньо викликані алкоголем (біла гарячка, передозування). До цієї статистики не потрапили смерті від судинних захворювань, цирозу печінки тощо.
Кожна четверта смерть у Росії прямо або побічно пов'язана з алкоголем — близько 30 % смертності серед чоловіків і 15 % серед жінок. Щорічно від отруєння сурогатними напоями в Росії гине близько 42 тисяч осіб (для порівняння: у США отруєння недоброякісним спиртним стає причиною смерті не більше 300 чоловік на рік). Алкогольна смертність включає не лише випадкові отруєння алкоголем, але і 2/3 смертей від нещасних випадків і насильства, 1/4 смертей від серцево-судинних захворювань і багато іншого. За статистикою, кожен другий 40-річний чоловік в Росії не доживе до пенсії, у більшості випадків причиною є пияцтво.
Смертність від хронічного алкоголізму на селі перевищує аналогічний показник у містах на 19 %.
За оцінками експертів ВООЗ, у Російській Федерації через споживання алкоголю з 100 юнаків (випускників 2009 року) доживуть до пенсії лише 40 (в Англії цей показник дорівнює 90 чоловік).

#### Летальність за регіонами
Висока летальність від алкоголізму зареєстрована в республіках Північна Осетія, Кабардино-Балкарія, Дагестан, Карачаєво-Черкесія, Калузька, Липецька, Новгородська, Магаданська області, Санкт-Петербург і Ямало-Ненецький автономний округ. Ряд регіонів з низькою захворюваністю на алкоголізм має високі показники летальності. Це пов'язано з тим, що в цих регіонах неефективно організована наркологічна медична допомога.

#### Вбивства
За даними МВС, близько 80 % вбивств в Росії відбувається в стані алкогольного сп'яніння. Половина убитих людей в момент здійснення над ними злочину перебувала у п'яному стані. Більшість вбивць у Росії були нетверезими в момент убивства. Навіть серед потерпілих від убивств і заподіяння тяжкої шкоди здоров'ю більше 5 % під час здійснення щодо них зазначених злочинів перебували у стані сп'яніння. Смертність від убивств в Росії — найвища в Європі (26,01 випадків на 100 тис. чол.). У 2004 р. вона була в 50 разів вище, ніж у Великій Британії (0,52), в 9 разів вище, ніж у Румунії (2,91) і в 2,6 разів вище, ніж в Україні (9,03).

#### ДТП
У Росії більше 60 % смертельно травмованих у ДТП людей гинуть з підвищеним вмістом алкоголю в крові. При цьому офіційна статистика про водіїв, затриманих у стані алкогольного сп'яніння, занижується на порядок.
У 2009 році з вини п'яних водіїв в ДТП загинули 2,2 тис. росіян і були поранені 18,2 тис. За цей рік у Росії було зафіксовано більше 12,3 тис. ДТП за участю п'яних водіїв.

#### Самогубства
За даними МВС, майже 50 % самогубств в Росії відбувається в стані алкогольного сп'яніння. За рівнем самогубств Росія в останні роки займає стабільно друге місце серед більш ніж з 200 країн світу. Зловживання алкоголем — значимий фактор самогубств як у Росії, факт зниження рівня самогубств в Росії під час економічної кризи 1998 року на тлі зниження споживання алкоголю говорить про те, що в Росії алкогольний фактор самогубств важливіше економічного. У чоловіків особливо велика частка самогубств, пов'язаних зі зловживанням алкоголем. Зловживання алкоголем є фактором депресії, призводить до імпульсивних вчинків. У Росії частота самогубств у 2007 році становила 28,8 випадків на 100 тис. чоловік, що в 2,9 рази вище, ніж у «старих» країнах Євросоюзу (9,9), і в 1,9 рази вище, ніж в «нових» країнах Євросоюзу (15,5) у 2005 році.
У Росії для молодих чоловіків — тяжких п'яниць ризик самогубства у 5 разів вище, а для алкоголіків — в 9 разів вище, ніж для решти населення; алкоголіків і важких п'яниць серед самовбивць значно більше, ніж людей з іншими діагнозами; в крові великої частини самогубців виявляється алкоголь.

### Кримінал
Одним з найбільш негативних чинників, який безпосередньо впливає на ускладнення криміногенної ситуації, є пияцтво та алкоголізм. Щороку сотні тисяч росіян у стані алкогольного сп'яніння здійснюють злочини, які не збиралися робити або могли б не зробити: вбивства, випадки навмисного заподіяння тяжкої шкоди здоров'ю, зґвалтування, хуліганські витівки, грабежі, розбої, крадіжки, викрадення машин. Пияцтво та алкоголізм розглядаються у ряді основних причин вчинення багатьох конкретних злочинів. Про безпосередній зв'язок вживання спиртних напоїв і скоєння злочину свідчить те, що 70 % осіб, які вчинили злочини в неповнолітньому віці, перебували у стані сп'яніння.
37 % всіх злочинів у Росії здійснюють нетверезі люди. Значна частина цих злочинів — випадкові, їх могло б не бути. Численні «п'яні» і в цьому сенсі випадкові злочини завдають величезної шкоди суспільству — Росія займає друге місце у світі (після США) за відсотком людей, що містяться в ув'язненні, при цьому кожен 82-й російський чоловік знаходиться у в'язниці, а для чоловіків працездатного віку ця частка значно вище і кожен п'ятий має тюремний досвід.
Близько 90 % вбивств відбувається винними в нетверезому стані; серед осіб, що завдають шкоди здоров'ю різного ступеня тяжкості, понад 70 % тих, хто перебував у стані сп'яніння, майже 11 % зґвалтувань відбувається в результаті вживання алкоголю. Більше 90 % випадків хуліганства здійснюється в нетверезому стані.
Про тісний взаємозв'язок алкоголізму із злочинною поведінкою свідчить також те, що 65—70 % засуджених рецидивістів стали на шлях вчинення злочинів внаслідок споживання алкоголю, а 22—24 % стали алкоголіками в результаті злочинного способу життя.

### Дорожньо-транспортні пригоди
Зловживання алкоголем є частою причиною ДТП з тяжкими наслідками для здоров'я. Вибіркові дослідження показують, що більше третини всіх серйозних ДТП з зареєстрованою шкодою для здоров'я виникають унаслідок зловживання алкоголем водіями.
За офіційними даними МВС, менше 10 % ДТП стаються з вини нетверезого водія. Проте додаткові дослідження показують іншу картину. Зіставлення офіційної статистики та даних обстежень наркологічних кабінетів Москви показує, що офіційна статистика про водіїв, затриманих у стані алкогольного сп'яніння в Москві, доповнена даними кабінетів наркологічної експертизи, в 13 разів вище даних Росстату.

## Опитування
Більшість росіян вважає алкоголізм і пияцтво серйозною державною проблемою, такої точки зору у 2010 р. стали дотримуватися 78,9 % респондентів (у 2009 р. — 73,6 %). Про те, що проблема пияцтва в Росії перебільшена, заявляють лише 3,5 % респондентів.
На питання «Чи вважаєте Ви вживання алкоголю частиною свого життя?» 23,3 % опитаних чоловіків у 2010 році (15,4 % у 2009 р.) і 8,5 % жінок (6,8 % у 2009 р.) відповіли «так».

### Частота вживання
Відповідно до опитування, яке проводилося Всеросійським центром вивчення громадської думки в липні 2009 року, алкогольні напої вживають 74 % опитаних росіян. У 1996 році цей показник становив 77 %. Більше стало й тих, хто випиває раз на тиждень — 8 % проти 5 % 13 років тому. Найбільш високим цей показник виявився в маленьких містах (44 %) та серед 18-24-річних (12 %). 4 відсотки росіян зізнаються, що не зможуть прожити без алкоголю.
Згідно з даними опитування, 23 % респондентів вживають алкоголь два-три рази на місяць, 18 % — раз на місяць, 25 % — один раз за кілька місяців.
Частка людей, які регулярно вживають пиво, становить 76 відсотків.
Щодня вживають алкогольні напої, включаючи пиво, 33 відсотки хлопців і 20 відсотків дівчат.
У той же час кожен четвертий росіянин (24 %) взагалі не вживає алкогольних напоїв. В основному, це жителі великих (27 %) та середніх (26 %) міст, а також респонденти старше 60 років (47 %).

### Статистика за гендерною ознакою
За частотою вживання алкоголю між чоловіками і жінками спостерігаються істотні відмінності. Так, не рідше ніж кілька разів на місяць випивають 45 % чоловіків і лише 18 % жінок.
31 % опитаних жінок розповіли, що вживають спиртне один раз на кілька місяців, серед чоловіків цей показник теж склав 31 %.
Частка непитущих респондентів серед жінок майже вдвічі вище, ніж серед чоловіків (31 % проти 16 % відповідно).

### Перша випивка
У 42 % росіян перше знайомство з пляшкою відбулося у віці від 16 до 20 років. У 37 % росіян це сталося ще раніше — в 13-16 років. У віці 10-13 років перший ковток алкоголю зробили 10 % опитаних, ще 7 % вперше випили, подолавши рубіж у 20 років, а 4 % — у зовсім юному віці (до 10 років). Провідниками до світу алкогольних напоїв для багатьох росіян стали власні батьки.
Більше третини росіян (38 %) вперше випили через звичайну цікавість: Було цікаво, як це: бути п'яною; Юнацький інтерес; Було цікаво, через що батько любить випивати. На честь свята вперше спробували алкоголь 20 % опитаних росіян. Серед чоловіків таких 14 %, тоді як серед дам майже вдвічі більше — 26 %. Також вказувалися інші підстави: Був останній дзвоник у школі; Новий рік, всі пили шампанське …;Отримання диплому. За компанію вперше випили 11 % росіян. Вплив друзів та оточуючих, наслідування дорослим, просто захотілося, дали спробувати старші — ці причини вказали по 3 % респондентів. Через бажання бути як всі і  спраги нових відчуттів вперше випили по 2 % росіян. Решта опитаних спробували алкоголь, щоб побороти ніяковість, заглушити біль або підняти настрій. Деякі спокусилися хмільним напоєм під впливом реклами або моди.

### Ставлення росіян до боротьби з пияцтвом
У порівнянні з 2005 роком у два рази знизилася частка росіян, які визнають необхідність і ефективність антиалкогольної кампанії часів перебудови — 8 % проти 15 % чотири роки тому. Однак кожен третій росіянин (33 %) як і раніше вважає, що та ідея була правильною, хоча і допускалися перегини і помилки. У той же час кожен десятий (11 %) опитаний невдачу перебудовної антиалкогольної кампанії пояснює підступністю ворогів. За чотири роки (з 2005 до 2009) знизилася з 37 % до 32 % і частка тих, хто вважає антиалкогольну кампанію часів перебудови спочатку помилковою.

### Ставлення росіян до сухого закону
Росіяни, як і в 2005 році, вважають, що в порівнянні з епохою Горбачова люди стали пити більше, але повідомляти про це рідше. У цьому впевнені переважно жителі Далекого Сходу (78 %), жінки (59 %), літні та малозабезпечені люди (по 63 %). Кожен третій вважає, що ситуація не змінилася, а в меншості ті, хто вважає, що росіяни стали пити менше (7 %). Більшість непитущих респондентів (62 %) вважають, що в порівнянні з епохою перебудови росіяни стали пити більше. З числа тих, хто п'є, такої думки дотримуються тільки 53 % опитаних. Вони, навпаки, частіше вказують на те, що ситуація не змінилася (32 %) або що росіяни стали пити менше (8 %).

## Причини пияцтва в Росії
Російський президент Д.Медведєв вважає основною причиною пияцтва — відсутність в Росії нормального рівня та стандартів життя, низький добробут росіян. Його фраза «У бідній країні пияцтво не перемогти» стала крилатою.
Також в наш час[коли?] в Росії існує цілий ряд соціальних явищ, що породжують та стимулюють вживання алкоголю і перетворюють пияцтво для деяких громадян на спосіб життя. У свою чергу, причини пияцтва і алкоголізму обумовлені сукупністю численних об'єктивних і суб'єктивних факторів.

### Соціальні проблеми
Російські експерти відзначають, що через тривале безробіття, через втрату мотивації, населення депресивних регіонів вдається до «традиційно російського способу відходу від проблем» — алкоголізму. Директор регіональних програм Незалежного інституту соціальної політики Н.Зубаревич вважає, що «в Росії дуже багато абсолютно безперспективних поселень, де соціальне середовище деградувало ще з радянських часів. У промисловому селищі поножовщина — норма життя». За її думкою, «чим старше населення в місті, тим більше шансів, що люди не зможуть черговий раз адаптуватися і просто зіп'ются». Відомий московський психіатр доктор О.Магаліф, чия приватна клініка спеціалізується на лікуванні алкоголізму і депресій, вважає, що «люди розчаровані і відчувають, що у них немає майбутнього. Вони відчувають себе кинутими державою. Вони „виключають“ себе з реального життя і тому п'ють». «Горілка в Росії — це не спиртний напій, а гармонізатор, — писав В'ячеслав П'єцух. — Тобто горілка являє собою єдиний засіб гармонізації особистості із зовнішнім світом. Випив склянку-другу, і вже ти такий же кретин як усі».

#### Люмпенізація
Глибока поляризація суспільства за майновим станом, освітою, явно виражених полюсів багатства і бідності спричинила відчуженість значної частини населення, що багато в чому визначило появу в масовій свідомості негативного ставлення до соціальних норм, в тому числі до моральних і правових обмежень у сфері споживання алкоголю. У соціальній структурі Росії з'явився значний шар люмпенізованих осіб, що представляють найблагодатніший ґрунт для зростання злочинності, алкоголізму та наркоманії.

### Соціокультурний фактор
Наявність багатьох негативних чинників, що впливають на формування та способи реалізації потреби росіян в алкоголі (низький рівень загальної культури, духовних і культурних запитів та інтересів, недоліки і упущення в моральному вихованні);

### Толерантне відношення суспільства до алкоголю та традиції
Потужні соціально-психологічні фактори, що формують у свідомості росіян незалежно від інших причин стійкі установки на споживання алкоголю (питні традиції та звичаї «за зустріч», «з устатку», «за здравіє», «за упокій», «обмити покупку, премію, зарплату», «проставитись» за послугу, та соціально-психологічний механізм наслідування, особливо властивий підростаючому поколінню).
Вважається, що у російському застіллі з усталеними («устаканеними») традиційними установками, людина, яка відмовляється пити, мимоволі веде себе вкрай неввічливо, відкидаючи традиції, виступаючи проти всіх. Мало хто ризикне всенародно заявити, що він не поважає традицій суспільства, в якому живе. А не пити — саме це і означає. Зазвичай, проти непитущої людини в російській компанії повстають усі, навіть ті, які поділяють його погляди поза столом. Але тут-то вони п'ють, а «цей» чому ухиляється? Спрацьовує стадний механізм: «Будь як усі!», «Всі п'ють, і ти пий», «Мене примушували — і я буду». Свого роду застільно-кругова порука. У такій ситуації більшості людей простіше випити. Але, погодившись пити, багато хто встає на шлях, що веде до пияцтва. «Почав Мирошко пити потрошку». Академік В.Бехтерєв так охарактеризував психологічні причини пияцтва: «Вся справа в тому, що пияцтво є віковим злом, воно пустило глибокі коріння в нашому побуті і породило цілу систему диких питних звичаїв».
Головний нарколог Москви Євген Брюн розповів про звичку росіян похмелятись: «Незалежно від того, алкоголік людина чи ні, але після вечірньої п'янки російські ранок поправляють здоров'я, починаючи з пива або вина, закінчуючи черговий п'янкою. Це просто біда. А нашарування одного алкоголю на інший призводить до запою, що призводить до утворення грубої залежності з серйозними медичними наслідками».

### «Північний» стиль вживання алкоголю
«Північний» стиль вживання алкоголю  — споживання алкоголю переважно у вигляді міцних напоїв (горілка, самогон) одноразовими великими дозами («залпом», «одним духом»). Для країн з північним стилем споживання алкоголю — Росії, (а в недавньому минулому — Швеції) властива важка алкогольна ситуація, що характеризується поширеністю алкоголізму серед населення, високою захворюваністю і смертністю, обумовленої алкоголем. До початку XX століття в Росії сформувався небезпечний стиль споживання алкогольних напоїв, коли алкоголь споживається майже виключно у вигляді міцних напоїв, одноразовими ударними дозами («залпом»). У 1911 р. у структурі виновживання горілка займала 89,3 %. Лікар В. М. Бехтерєв писав: «Російський народ мав нещасний привілей споживати сорокоградусної горілку, перебувати в набагато менш сприятливих умовах, ніж народи заходу, які головним чином споживають виноградне вино і пиво. Справа в тому, що міцні розчини алкоголю … діють особливо руйнівно, а при слабких розчинах алкоголь не має такої шкідливої дії. … часто-густо у нас практикується питво горілки цілою склянкою, часто без закусювання і навіть на голодний шлунок. А в цьому випадку алкоголь завдає набагато істотнішої шкоди, ніж при споживанні такої ж кількості за інших умов».

### Біологічний фактор
Фахівці стверджують, що більшість народів Росії відрізняється від народів з традиційною так званою «виноградною культурою», наприклад, від італійців, французів, грузин, у яких за тисячоліття виробилися фізіологічні особливості нейтралізації постійних і порівняно невеликих доз алкоголю. Через певну особливість ферментативної системи, яка перешкоджає нейтралізації алкоголю, росіяни, як і значна частина норвежців, фінів та шведів «культурно» пити не можуть — вони спиваються.

### Відсутність альтернативного дозвілля
Відсутність, особливо на селі, достатньої кількості доступних спортивних майданчиків, стадіонів, центрів дозвілля, клубів, палаців культури і техніки, організованих розважальних та культурних заходів. Після розпаду СРСР майже не ведеться робота держави з молоддю, яка залишена напризволяще.

### Доступність алкоголю

#### Цінова доступність алкоголю
Сьогодні на середню зарплату росіянина можна купити в декілька разів більше алкоголю, ніж у радянські роки. За розрахунками, заснованим на російських даних, падіння реальної ціни і зростання доступності горілки, спровоковані прагненням правлячих еліт уникнути політичних ризиків у період після 1987 р., стали ключовим чинником зростання смертності в пострадянській Росії. На сьогоднішній момент етанол в горілці для російського споживача в 4 рази дешевший, ніж в пиві, і в 2,6 рази дешевший, ніж у вині, що підштовхує населення вибирати міцні напої.

#### Цілодобова доступність алкоголю
В даний час в більшості населених пунктів Росії придбати алкоголь можна в будь-який час доби, чого не спостерігається в жодній цивілізованій країні.

#### Крокова доступність алкоголю
Кількість торговельних точок, що продають міцні напої, на 100 тис. чоловік в Росії в 7-10 разів вище, ніж у країнах Скандинавії. При цьому доступність слабоалкогольних напоїв у зв'язку з широкою практикою продажу їх в кіосках у Росії безпрецедентна.

### Помилки державного регулювання і недосконалість законодавства
Світовим стандартом є додання повноважень основних регуляторів алкогольного ринку міністерствам охорони здоров'я та парламентським комітетам з питань здоров'я, які здатні об'єктивно оцінити ситуацію, запобігти збиткам, ефективно використовувати доходи від алкоголю для вирішення соціальних проблем.

### Неконтрольоване нелегальне виробництво алкоголю
Відсутність державного контролю у поєднанні з непомірно високими податками на винно-горілчану продукцію породило сплеск її нелегального виробництва, широкий розмах незаконного обороту спиртного, масовий наплив на алкогольний ринок дешевої, але часто непридатною до вживання горілки, що, у свою чергу, стало причиною масових отруєнь . Про ступінь небезпеки споживання фальсифікованої горілки для здоров'я і життя людей можна судити за даними Держкомстату Росії: випадкові отруєння алкоголем з 16,1 тис. чол. в 1991 р. зросли до 55,5 тис. чол. в 1994 р., потім знизилися до 35 тис. у 2005 р.
Нелегальне виготовлення винно-горілчаних виробів досягло величезних розмірів (у 1998 р. до 60 %). Навіть після вжиття урядом цілої серії заходів щодо виправлення становища, питома вага нелегальної продукції надалі залишається високою (за даними Мінекономрозвитку, близько 40 %). Крім того, країна зіткнулася з новим витком самогоноваріння масового характеру. За даними опитувань населення та експертів, значна частина жителів села (від 60 до 70 %) споживає в основному самогон. Те, що його виготовлення для особистого користування чинним законодавством не забороняється, робить боротьбу з самогоноварінням з метою продажу цього питного продукту дуже серйозним і важко розв'язуваним завданням.

### Фінансова зацікавленість держави
За умов несприятливого економічного стану в алкогольній політиці РФ нині, як і раніше, переважає прагнення до миттєвої фінансової вигоди, алкоголь і далі лишається важливим засобом поповнення бюджету. У багатьох розвинених країнах бюджетна політика враховує те, що жодні доходи від реалізації алкоголю не покривають сукупного збитку, який завдає його споживання здоров'ю нації й економіці.

### Діяльність алкогольного лобі
У Росії регулюванням обігу алкоголю займаються економічні та аграрні відомства і комітети, які традиційно у всіх країнах світу більше вражені лобізмом алкогольної галузі. Що склалися в наш час[коли?] в Росії екстремально високі соціально-економічні втрати від зловживання алкоголем в значній мірі обумовлені безконтрольними, агресивними діями алкогольного лобі, продиктованими прагненням до надприбутків.

### Причини пияцтва за радянських часів
- за умов товарного дефіциту населенню не було на що витрачати свої гроші, окрім як на алкоголь;
- горілка ставала еквівалентом неофіційних економічних відносин — «рідкою валютою».[30]

## Традиції пияцтва
Пияцтво в Росії вважають національною особливістю, чимось на зразок фірмового знака: який росіянин не п'є? Колоритний образ російського пияка існує протягом століть. Російські традиції, як правило, наділяють процес споживання алкоголю в героїчними ознаками. У билинах доблесть героя вимірювалася його здатністю перепивати інших, вливаючи в себе вражаючі кількості алкоголю. Один казковий герой в нагороду за скоєний подвиг не побажав півцарства: «Гроші мені потрібні, але звели, щоб я міг у кожному шинку пити десять днів поспіль».
Пияцтво в Росії вважалося одночасно і гріхом, і особливою формою чесноти, що випливає з філософських та естетичних особливостей російського характеру, думка про який до середини 19 століття були загальновизнаною: широта душі, доброта і непозбутня туга за ідеалом. Федір Достоєвський писав: «У Росії п'яні люди в нас найдобріші. Найдобріші люди у нас і найп'яніші».
В 19 столітті серед селян здатність багато пити вважалася в деякому роді чеснотою, особливо для юнаків. Селяни не засуджували пияцтво: «П'яного мужика лають лише члени його сім'ї, і то виключно, якщо він витрачає на спиртне свої гроші і п'є замість роботи». Зате на чоловіка, що напився за чужий рахунок у вільний час, дружина дивиться з розчуленням. Таким чином, кожен селянин, який часто закладав за комір, вважався щасливим і заможним, бо пити можна було лише за наявності грошей в кишені. Селяни, які бажали показати свій достаток, завжди тримали в домі горілку і часто запрошували до себе сусідів. Інакше кажучи, можливість пити в Росії асоціювалася з добробутом.
Здатність багато пити — щоб довести свою силу і фізичну витривалість, запрошувати друзів «пропустити по стаканчику» — щоб показати свою гостинність, пити до дна — щоб «не упустити щастя» і т. д. і т. ін. Насправді мова йде про багатовікові традиції, яких росіяни дотримуються і в наші дні, хоча багато хто, можливо і не здогадуються про їх витоки. Найстійкішою традицією залишається споживання спиртних напоїв під час свят. Протягом століть алкоголь був і є необхідною приналежністю російського святкового столу.
За російською традицією склянку потрібно випивати до дна. Під час застіль господар зазвичай підносив гостю склянку горілки, щоб будинок був повною чашею, інакше кажучи, щоб у ньому не переводилися гроші. Можна відзначити лексичну зв'язок між повнотою склянки і, в символічному сенсі, будинку. Звідси російський вираз: будинок-повна чаша. Кожен гість, випивши склянку до дна, повинен був прокатати свою склянку по столу, щоб там не залишилося «зла» (залишки алкоголю вважалися «злом», ознакою «ворожості»). Прийнято було все доїдати і допивати, інакше гості залишали «зло» господарям. Звичай пити «за здоров'я» також грає важливу роль в російській культурі застілля.

Василь Шульженко. Прагнучий. 1990

### Пияцтво простого народу у Російській імперії
Мовознавець М. Х. Кастрен в опису подорожей Північчю Росії в 1838-1844 роках так описував поїздку на Мезень і пошук людини, здатної навчити його місцевій мові: «Викликавши з шинку всіх самоїдів, що там знаходились, я пояснив їм зміст моїх паперів і вимагав, щоб мені надали у вчителі самого тверезого чоловіка. Його привели до мене, але, виведений ним з терпіння, я виштовхав його за двері, і незабаром потім я побачив його поблизу шинку лежачим на снігу, в бездушному п'яному стані… Він лежав тут не один: всі сніжне поле навколо храму Бахусу було всіяне полеглими героями та героїнями. Всі вони лежали ниць, напівзанесені снігом. Тут панувала тиша могильна, тоді як у шинку лунали несамовиті крики. Часом з шинку виходили напівп'яні чоловіки з кавниками в руках, і з найбільшою обережністю бродили по снігу, боячись пролити дорогоцінний напій, та уважно оглядали кожного із товаришів, що спали, вочевидь шукаючи матір, дружину, наречену або кого-небудь дорогих серцю. Відшукавши бажану особу, вони ставили кавник на сніг, повертали лежачого горілиць, засовували рильце кавника до роту свого улюбленця і виливали чарівну вологу в його горло. Потім вони знову перегортали його обличчям донизу і ретельно переховували це останнє, щоб убезпечити його від морозу».
За свідченням священика О.Топоркова: «До 1886 р. у Шайтанському заводі (з 1933 р. — місто Первоуральськ), при населенні в 6000 душ, за рік випивали вина до 5000 відер. П'ють всі, жінки не поступаються в нестримності чоловікам і трапляється навіть перевершують їх, чоловік береться за чарочку, а дружина за стаканчик. Особливо сильно пиячать в храмові свята; в ці дні панує найвідчайдушніший розгул. Тільки опівночі він стихає, але лише для того, щоб на світанку проявитися з новою силою, і так триває часто кілька днів. Дивлячись на батьків і матерів, пиячать і бешкетують і діти їх. Дорослі хлопці, у святковий день, артілями в 20 — 30 чоловік, з піснями, під звуки гармоній, ходять по вулицях, безобразнічая і не даючи нікому проходу: побити зустрічного, вибити вікна — справа звичайна для буянов. Пиячать люди з достатком, пиячать бідняки, пропиваючи останню копійку, нерідко безчесно придбану».
Найоб'єктивнішим є погляд на пияцтво росіян з боку іноземців. «Росіяни пили горілку не регулярно, невеликими дозами, а чергували періоди повної стриманості з дикими запоями. Потрапивши до шинку або до трактиру, російський селянин швидко перекидав кілька склянок горілки, щоб якомога швидше впасти в п'яне забуття. Як свідчила приказка, справжній запій повинен тривати три дні: в перший випивають, у другий напиваються, а на третій похмеляються. Вінцем усьому був Великдень. Тоді російські селяни, що проводжали довгу зиму і готувалися до виснажливої низки польових робіт, лежали ниць у тумані алкогольних випарів».
Вже згадуваний А.Олеарій пише «Пияцтво та неробство ведуть до найцинічнішої розпусти в країні. На п'янках жінки напиваються до втрати свідомості як і чоловіки і в такому стані валяться на підлогу спати покотом разом з чоловіками. Подібне ж пияцтво та розпуста панують в середовищі прочан і паломників. Одного разу з шинку вийшов абсолютно голий чоловік, який пропив свій одяг і взуття, він зірвав дорогою пучок собачої ромашки і закриваючи ним свою наготу весело з піснями відправився додому, наче й не було нічого».
І в наш час іноземні журналісти чують від російських алкоголіків, що вони п'ють, щоб забути про свої проблеми: «Нічого не зробиш. Це у нас в крові. Вип'єш — і все бачиться в рожевому кольорі».

### Пияцтво духовенства у Російській імперії та СРСР

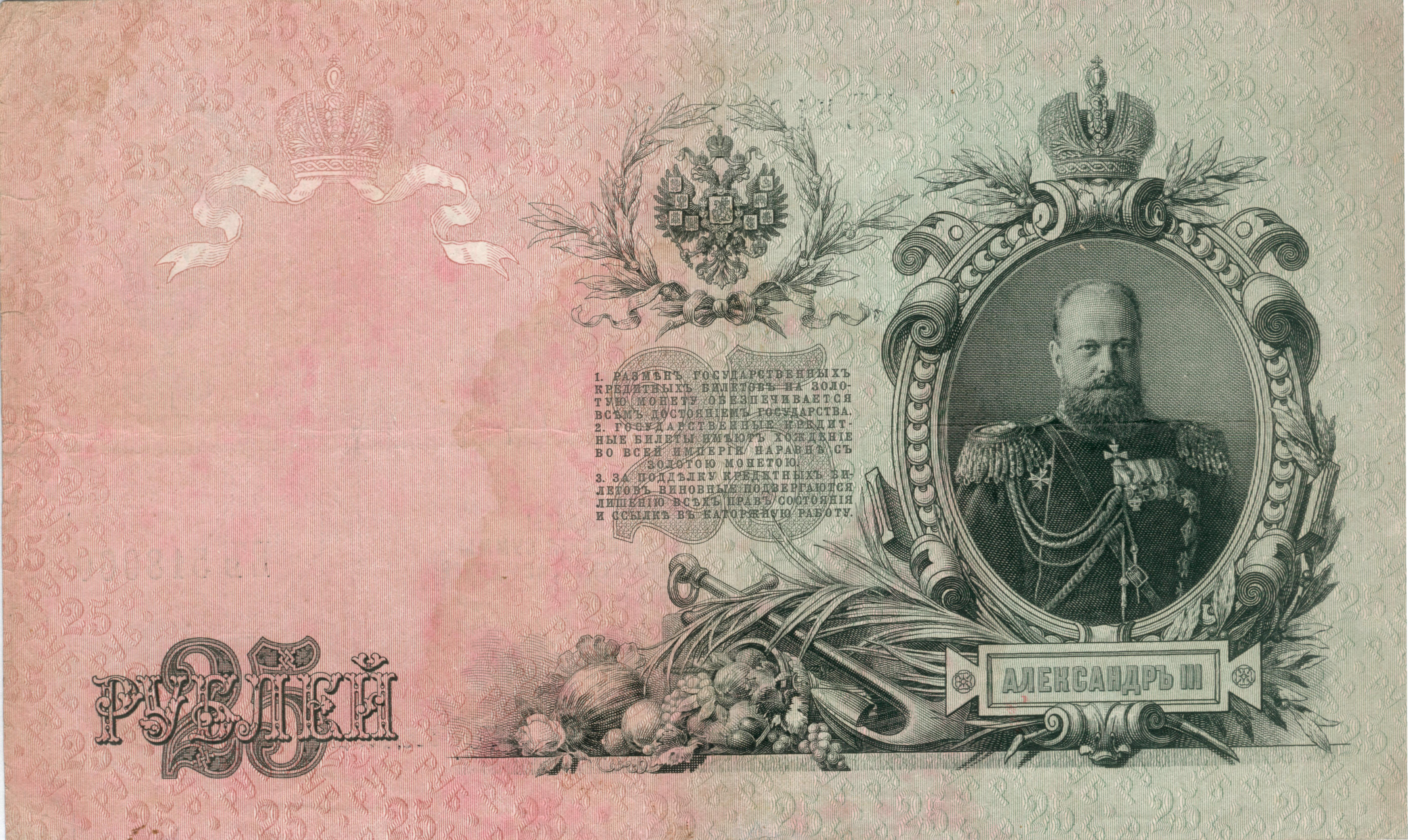
Російський імператор Олександр ІІІ навіть зшив спеціальні ботфорти, щоб ховати в них від дружини фляжки з коньяком

На початку XVII століття, німецький математик Адам Олеарій (який побував на Русі з посольством) згадує: «Легко зустріти п'яного попа або ченця … звичайно це люди [попи] більш пропиті і негідні, ніж всі інші»
Цитата XVII століття з офіційного звіту в Монастирський наказ (стежив за тим, як монастирі управляють своїм майном). «Всю монастирську вотчину запустошилі і пропили без залишку … п'ють і п'яниць потворно і напиваючись напідпитку і дерутца до крові і в монастирі у них смертне убойство від їх безчинства і безмірного пияцтва чінітца»
У XVIII столітті М.Ломоносов писав: «при всякій гулянці по містах і по селах попи — перші п'яниці … з обіду по шинках ходять, а іноді до крові б'ються»
В мемуарах росіян звичайні зауваження типу: «Священик був п'яний, і служба не відбулася»; «жалюгідного п'яницю-священика» ; «попа мужики облаяли п'яницею»; «ми стояли на квартирі в будинку протопопа благочинного. Чого б, здається, краще? Ось батько так і віддав мене йому в науку, і старий навчав мене всьому, що сам знав, — зрозуміло, коли був тверезий. А то ж він часто так розгуляється, так хоч святих винось, так і йде битися зі своїм сином, хлопцем років 20-ти. Не раз я бачив, як ця благовихована молода людина тягала за бороду свого поважного батька»; «Справа про перерахування селянського хлопця Василя до жіночої статі». Останнє було так добре, що я зараз прочитав його від дошки до дошки. Батько цього уявлюваного Василя пише у своєму проханні губернатору, що років п'ятнадцять тому у нього народилася дочка, яку він хотів назвати Василиною, але священик, перебуваючи «напідпитку», охрестив дівчинку Василем, і так вніс до метрики".
На вечірках настоятеля Троїце-Сергієвої пустині Євгена подавали шампанське і «нове французьке вино». Митрополит Євлогій, вже в еміграції, згадував, як на бенкеті в архірейскіх покоях, з нагоди вступу до єпископського сану, йому залили нову рясу лікером. Цікава постать місіонера "диякона Карлова, завжди п'яного, який збирає до церкви народ, трохи шанує на криласі, бере тарілку і йде гроші збирати, потім трохи знову шанує і знову з тарілкою йде церквою гроші збирати, і так до тих пір, поки хто-небудь з людей похилого віку не скаже: «о. диякон, будь ласка більше не ходи грошей збирати, всі, які були з собою, віддали». У найсуворішому Соловецькому монастирі, за спогадами доктора П. Ф. Федорова, з 228 ченців і послушників було 20 непитущих (21 ченця Федоров відніс до тих, хто остаточно спився).
У 1848 році угрешський митрополит Пімен відвідав шанований Кирило-Новоозерський монастир і застав таку картину: настоятель підраховує виручку від ярмарку, що відбувся на монастирській землі, тут же четверо послушників збирають мідь, що валялася підлогою і час від часу підкріплюються горілкою. Пояснення настоятеля Кирило-Новоозерского монастиря Феофана варто навести дослівно: «Краще слабкість, ніж бундючність; хто нічого не п'є, той пишається, а хто іспіває, той краще упокорюється».
Архієпископ Макарій (Булгаков) писав, щодо монастирів його єпархії «надходять люди здебільшого не за покликанням, а за силою обставин, священнослужителі … усунені від місця за різних обставин, переважно за нетверезість» (масштаби посилання пияків-священиків до монастирів, дійсно, були великі — за звітними даними Синоду з 1855 по 1859 рік у монастирях перебувало 4480 священнослужителів, з них за пияцтво — 3300 чоловік; щорічно за різні провини в монастирі потрапляло до 900 церковників).
У XX столітті абсолютно секретна "Інформація голови Ради у справах Російської православної церкви при РМ СРСР Г. Г. Карпова голові РМ СРСР Й. В. Сталіну про стан Російської православної церкви фіксує: «…Основні вади цього духовенства — пияцтво, багатоженство, розтрати церковних грошей і так далі».

### Пияцтво аристократів в Російській імперії
У Петра І був звичай після праць, об 11 годині пити горілку зі своїми співробітниками. Імператор був великим любителем «закласти за комір, а потім влаштовувати в такому вигляді різні „веселі кондштюки“. Одним з перших починань Петра І було створення ордену пияків „Всешутейшего, всепьянейшего і божевільного собору“.
Пиячили і спадкоємці Петра І. Його онука, Петра ІІ, просто споїли „вчителі“. Донька Петра І — Єлизавета пристрастилася до токайського вина, а у п'яному вигляді любила посваритися з придворними та іноземними послами.
Імператор Олександр II полюбляв пити з кришталевих келихів шампанське „Редерер“.
Імператор Олександр III дотримувався строгих правил моралі, але мав єдиний порок — пристрасть до спиртного. Через хворобу нирок лікарі заборонили Олександру III алкоголь, але і після заборони він вдавався до цього пороку таємно, і саме ця пристрасть погубила його: помер у 49 років. Відомий історичний факт: Олександр III зшив спеціальні ботфорти, щоб ховати в них від дружини фляжки з коньяком.
Не поступалися імператорам і їх піддані, наприклад, герой штурму Ізмаїлу і Вітчизняної війни 1812 року граф М. І. Платов дуже любив пити в кампанії прусського генерала Блюхера, і коли нещасний німець, упившись цимлянським, сповзав під стіл, Платов говорив: „Люблю Блюхера, славна, приємна людина, одне в ньому погано: не витримує“. Пили вони в абсолютній тиші, оскільки Платов зовсім не говорив німецькою, а Блюхер російською.»
В Парижі в ресторані «Вері», який орендував уряд Росії для офіцерів російської армії в 1914 році, російські офіцери мали звичку «щоранку в Very в борг осушувати пляшки три».
Останній російський цар Микола II в молодості служив у лейб-гвардії гусарському полку, офіцери якого відрізнялися безпробудним пияцтвом й казарменими жартами в стилі поручика Ржевського, в компанії приятелів частенько ставав на карачки перед баком з шампанським і вив по-вовчому. У його щоденникових записах тих років то тут, то там зустрічаються фрази «пили дружно», «пили добре», «пили пиво і шампанське в більярдній». «Одного разу за вечір випили 125 пляшок шампанського», підрахував Микола II.
Наприкінці XIX століття пияцтво було надзвичайно розповсюджене в усіх заможних прошарках і серед дворянства. Випивати перед обідом і вечерею не тільки одну, але кілька чарок міцної, часто змішаної з якою-небудь гидотою горілки, вважалося чимось природним, навіть обов'язковим. Пияцтво і обжерливість дворян, особливо у великих містах, стали традиційним. Багаті купці-самодури вражали своїми безглуздими оргіями. П'яне духовенство, яке в сп'янінні виконувало і християнські обряди, було явищем звичайним, нікого не дивувало.
Впадало в очі п'яне чиновництво, яке крім пияцтва тішилося іншою розвагою — грою в карти. Генерали, які постійно знаходилися в стані сп'яніння, командували військовими частинами і навіть бували начальниками областей.
Повальне пияцтво з будь-яких підстав, як і потворні оргії самодурів, не вважалися не лише ганьбою, але і провиною.
Неминучим результатом чи не повального пияцтва, що передавалося спадкоємцям всіма забезпеченими громадянами, переважно великоруського типу класів населення, мало природним наслідком ослаблення їх працездатності і волі.

### Пияцтво російської інтелігенції
Подальша алкоголізація творчої інтелігенції збіглася зі скасуванням у 1861 р. кріпосного права в Росії. Загальнонародне пияцтво стало одним з ознак «демократизації» суспільства, коли «вже не народ „поніс з базару Бєлінського і Гоголя“, а вчорашні семінаристи і письменники пішли по шинках». Горілка поступово стала головною дійовою особою в русі просвітницької думки в Росії XIX століття. Тяга до «зеленого змія» отримала широке розповсюдження не лише у «простих» людей, а й серед творчої інтелігенції. Науковці відмічають, що «пияцтво, мабуть, ідеологічна позиція російської інтелігенції взагалі і інтелігенції другої половини ХХ століття особливо. Пияцтво — це і є „загальний стиль“, що об'єднує „культуру верхів“ і „культуру низів“». Суспільство в той час так звикло скрізь бачити п'яних, що не лише поблажливо, але мало не з повагою ставилося до пи'яків письменників, науковців, музикантів, лікарів.

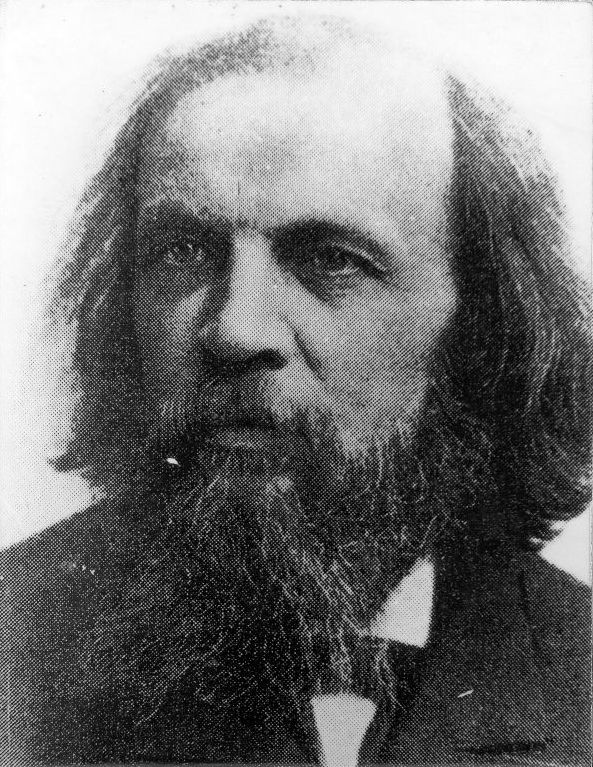
Дмитро Менделєєв

Деякі російські експерти вважають що легітимізації горілки допомогли вчені Дмитро Менделєєв, відомий своїми дослідами з горілкою не менше, ніж створенням періодичної системи елементів та Іван Сєченов, який написав докторську дисертацію на тему «Матеріали для майбутньої фізіології алкогольного сп'яніння» та ставив експерименти з горілкою на собі.
М.Успенський, російський письменник, випивати почав в 40 років, але відразу ж став пити «як слід», і в 52 роки зарізався тупим складаним ножем. Алкоголь став причиною смерті російського композитора М. Мусоргського, якому на момент смерті було лише 42 роки. Починаючи з другої половини XIX століття хронічний алкоголізм стає буденним явищем у російському художньому середовищі, п'ють А.Саврасов, В.Суриков, М.Помяловський, А. Левітов, Гліб та Микола Успенські, А.Григор'єв. Повідомлення про пияцтво письменника стає звичайною констатацією факту. «Посилене поклоніння Бахусу вважалося в ту епоху для письменника позитивно обов'язковим...», — пише один із сучасників цієї епохи. «Талановиті люди на Русі, люблять простий народ, не можуть не пити», — стверджує інший. Вважається, що саме в той час, сформувалася та сумна традиція, якої дотримувалися пізніше діячі російської культури: К.Бальмонт і О.Блок, Ю.Олеша і С.Єсенін, О.Фадєєв і М.Свєтлов, С. Довлатов і Венедикт Єрофєєв, О.Твардовський і Д.Шостакович, Г. Шпаліков і О.Фатьянов…
Завжди поширеним було пияцтво і в акторському середовищі, де воно вважалося нормою і яке передчасно забрало таких талановитих акторів як П.Алейников, І.Ізвицька, О.Даль, В.Висоцький, Ю.Богатырьов, Г.Бурков, О.Майорова, Г.Юматов, Л.Філатов, М.Єременко, А.Краско, В.Галкін…
Про те як пили класики радянської літератури пише М.Веллер: "…Знатний алкоголік-мільйонер — ні, не Шолохов, але Панфьоров теж нічого — був обрані керувати Всесоюзним нарадою редакторів. Відкриття мало відбутися о десятій ранку у великій залі Будинку літераторів. О десятій літератори святково посідали. Вони не були класиками, а багато хто з них не були алкоголіками, багато хто взагалі з'їхалися з провінцій на халявне столичне задоволення, чого ж їм у десять не розсістися. Але Панфьоров, повторюю, як добре було відомо всім, хто знав його, о десятій ранку якщо і сідав, так лише з метою взяти стопарь на опохміл, жалібно виматеріться і лягти назад. Отже, чекають. Чекають … І справді, близько одинадцятої з'являється Панфьоров. Недопохмілівшийся і недополежавший. Злий, як ланцюгова сука. Транспортують його під руки з-за куліс, як пекельну машину на взводі, і встановлюють на трибуні. Кладуть перед мікрофоном текст вітального слова. Панфьоров гикає, відпиває води, текстом витирає губи, потім спітніле чоло, потім сякається в нього і прибирає в кишеню. З бичачою ненавистю дивиться в зал. І, нарешті, важко вимовляє:
 — Усіх редакторів… я б перевішав, як шолудивих собак! Але… оскільки це не в моїх силах… поки… особливо зараз… ох… Всесоюзну нараду редакторів оголошую відкритою! вашу мать...
Російський письменник І.Дроздов пише: «Не знав я тверезих письменників. Один лише Леонід Леонов не пив зовсім».
Російські митці визнають, в суспільстві існує уявлення, що «справжній російський інтелігент повинен ненавидіти владу, пити як швець, хворіти на сухоти і померти під дверима від пияцтва».

## Пияцтво в творах мистецтва та народній творчості

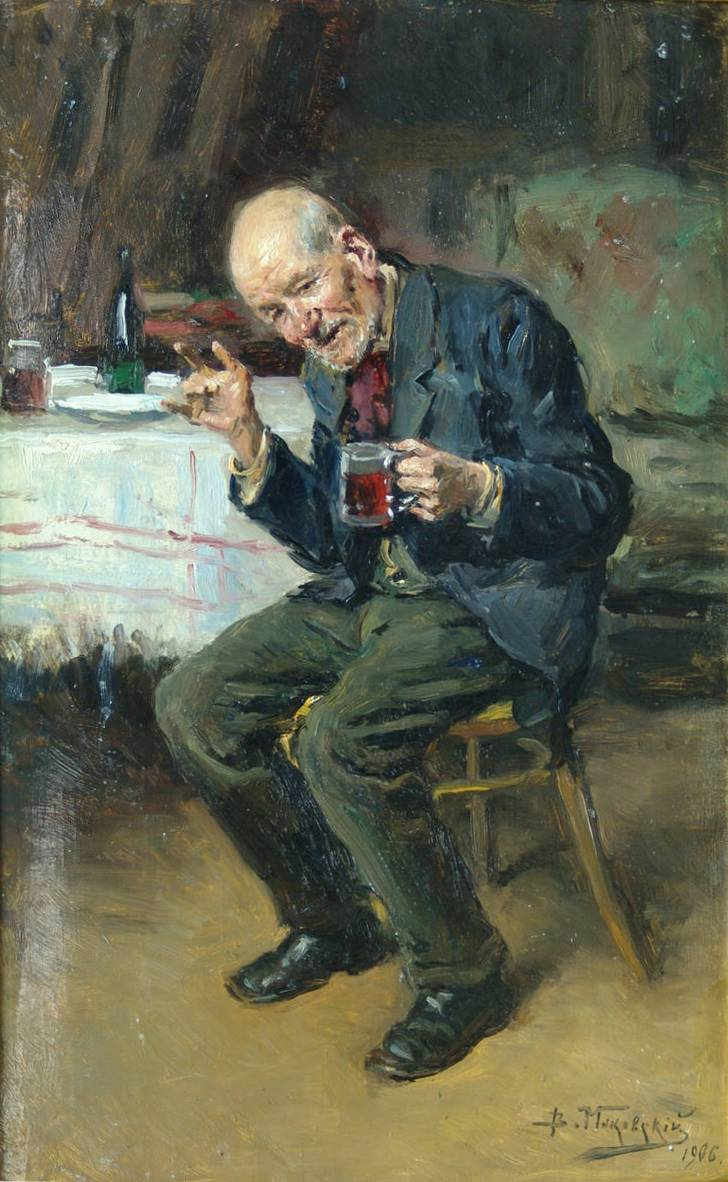
Володимир Маковський. «Пияк». 1906 рік

### Тема пияцтва в російській літературі
Ще в давних билинних текстах писали «Чару п'єш, другу пити душа горить. Другу п'єш, третя з розуму не йде». В юридичному пам'ятнику — збірнику церковних правил так званого Стоглавого собору 1551 року є таке: «Пити по чаші або по дві, або по три, цього ми ниже чути хощем, ниже ведаті міру чаш онех, але сицева мера наша є, єгда пияні».
Всі билини 15-17 століть, де згадується Ілля Муромець, обов'язково пов'язані з вживанням алкоголю. В них стверджувалося, що чара в нього була 1,5 відра, осушував він її одним махом. Він громив царські шинки (тому що там народу було погано) після погрому він викочував бочки з вином і починалося братання (ківш пускався за колом).
Тема алкоголю присутня в творах більшості російських поетів, К.Батюшков: «Но где минутный шум веселья и пиров? В вине потопленные чаши?», О.Пушкін: «Выпьем с горя; где же кружка? Сердцу будет веселей», О.Блок: «Ты право, пьяное чудовище! Я знаю: истина в вине». В М.Некрасова в багатьох поемах — «Коробейники», «Сільський ярмарок» тощо, показано як загальне невдоволення життям в росіян вироджується у пияцтво: «Ой! ты, зелие кабашное, Да китайские чаи. Да курение табашное! Бродим сами не свои. С этим пьянством да курением Сломишь голову как раз. Перед светопреставлением, Знать, война-то началась». І. Северянин в голодному 1919 році написав вірш «Ікра та горілка». Окремої статті заслуговує тема пияцтва в творчості С.Єсеніна: «Годы молодые с забубенной славой, Отравил я сам вас горькою отравой…», «Я иду, головою свесясь, переулком в знакомый кабак».
Темі пияцтва приділяли багато уваги російські письменники, можна згадати героїв А. П. Чехова («Мужики»), босяків М.Горького, строкатий російський люд в оповіданнях В. О. Гіляровського, друзі якого ухитрялися пропивати всі меблі, аж до віконних шпингалетів. У І. О. Буніна є розповідь «Захар Воробйов», в якій описується як горілка згубила здорового міцного чоловіка. «Оспівував» пияцтво В.Єрофеєв в розповіді «У мого вікна», романтизує пияцтво в повісті «Москва-Пєтушки», де зображене життя з нестримним пияцтвом..
Нікого не залише байдужим сповідання п'яниці Мармеладова в романі Ф. М. Достоєвського «Злочин і кара».
У повісті М.Лермонтова «Фаталіст» (1839 р.) сміливець поручик Вуліч гине від руки не ворога, а просто п'яного козака: «Вуліч йшов один темною вулицею, на нього наскочив п'яний козак, який порубив свиню, і, може бути, пройшов би мимо, не помітивши його, яби Вуліч, раптом зупинившись, не сказав: „Кого ти, братику, шукаєш?“ — „Тебе!“ — відповів козак, вдаривши його шаблею, і розрубав його від плеча майже до серця…». (М.Лермонтов описав реальний випадок.)
З листа Л.Толстого брату Сергію від 24 червня 1852 з П'ятигорська: «Вчора о першій годині мене розбудив на моєму дворі плач, писк, крик і страшенний галас. -Мій господар їхав вночі з ярмарку, з ним зустрівся татарин — п'яний і у вигляді жарту вистрілив у нього з пістолету. Його привезли, посадили на землю посеред двору, збіглися баби, п'яні родичі, оточили його, і ніхто не допомагав йому. Куля пробила йому ліві груди і праву руку. Сцена була зворушлива і смішна. Посеред двору вся у крові сидить людина, а навколо неї стовпилася величезна п'яна компанія. Один якийсь п'яний офіцер розповідає, як він сам був двічі поранений і який він молодець, баба кричить на все горло, що Шаміль прийшов, інша, що вона тепер ні за що по воду вночі ходити не буде, і т. д. і т. д. Нарешті вже я послав за лікарем і сам перев'язав рану. Тут приїхав до нестями п'яний фершел, зірвав мою пов'язку і ще раз розворушив рану…»
Вже з перших сторінок роману популярного сучасного російського письменника В.Пелевіна «Чапаєв і Порожнеча» герой починає хлебтати горілку з кокаїном.
Навіть школяри пишуть в своїх творах, що «пияцтво, лінь, дикість ці риси „російського національного характеру“ дуже вірно схоплені М.Гоголем в романі „Мертві душі“».
Критики відмічають, що пияцтво російського літературного героя — це «ідеологічна позиція відносно світу, який ним не приймається, єдино можлива форма збереження внутрішньої гармонії та просвітленості („пив … і прозрівав“)».

### Пияцтво в кіно
Класикою «алкогольного кіножанру» стали фільми «Особливості національного полювання» та «Особливості національної рибалки» (в яких герої весь час п'ють горілку), «Іронія долі, або З легкою парою!», «Кавказька полонянка, або нові пригоди Шурика», «Самогонники», «Осінній марафон», «100 грам для хоробрості», «Не може бути!».
Багато фраз з цих фільмів стало культовими, наприклад «Добре сидимо!». Набули популярності дві «алкогольні» цитати з фільму «Покровські ворота» — «А хто не п'є?» і «Зауважте, не я це запропонував».
Традиції російського застілля добре показані у фільмі «Банкет».

### Пияцтво в пісенній творчості
Російська пісенна культура надзвичайно багата згадуванням про алкоголь, багато стрічок з пісень стали крилатими фразами: «Была бы водочка, а случай мы всегда найдем», «Мало водки, мало водки, мало», «Губит людей не пиво» або «Бутылка вина, не болит голова, а болит у того, кто не пьет ничего», «По-русски за русских поднимем бокал чтоб конь под седлом никогда не упал».
У відомій пісні «Выпьем еще» (Гурт «Арія») повторюються такі слова: «Один глоток моей душе не даст огня, но искры может дать ещё… Выпьем еще приятель, выпьем ещё!»
Текст пісні Т.Недельскої «Господа мужики» складається майже з однієї фрази «Господа, поднимите бокалы».
В значній кількості російських пісень згадуються назви алкогольних напоїв, навіть існують алкогольні пісенні номінації (див. Топ 10 алкогольних напоїв у піснях).
В багатьох піснях популярних російських бардів В.Висоцького, О.Галіча та Ю.Візбора також згадується алкоголь.
Деякі відомі пісні містять прямий заклик до пиятики: «Выпьем за любовь», «Пусть наши горы не знают позора, выпьем за наш Кавказ». Широковідома «Песня военных корреспондентов» закликає «Выпьем за писавших, Выпьем за снимавших, Выпьем за шагавших под огнём!…Есть, чтоб выпить, повод — За военный провод, За У-2, за „эмку“, за успех… Так выпьем за победу, За нашу газету…» і т. д.
Одна з найулюбленіших пісень в Росії за радянських часів «Наш тост (Выпьем за Родину)» була прямою пропагандою пияцтва:
Ну-ка товарищи грянем застольную
Выше стаканы с вином,
Выпьем за Родину нашу привольную
Выпьем и снова нальем.
Выпьем за русскую удаль кипучую,
За богатырский народ!
Выпьем за армию нашу могучую,
Выпьем за доблестный флот!
Встанем, товарищи, выпьем за гвардию,
Равной ей в мужестве нет.
Тост наш за Сталина! Тост наш за Партию!
Тост наш за знамя побед!

### Російські прислів'я та приказки про пияцтво

Російський письменник Сергій Довлатов, автор крилатого вислову: «Алкоголізм лікується, пияцтво — ні».

Про випивку говориться в багатьох російських прислів'ях та приказках, якими супроводжується процес вживання спиртного.
Під час традиційного російського застілля і сьогодні відбувається посилене вмовляння людей, які відмовляються від горілки. Відмови типу «Я не п'ю» не знаходять розуміння: «А хто тут п'є? І ми не п'ємо, так… причащаємося…». — «Та я зовсім не п'ю». — «Зовсім не п'є тільки телеграфний стовп, і то лише тому, що у нього чашечки догори дном. Випий хоч одну». Нарешті, гість здався і пригубив чарку. Тут же лунають голоси: «Першу треба допити, не можна зло на господарів залишати. Ти що, образити їх хочеш?»
«Між першою і другою — затримка коротка». «Не вчасно випита друга — це втрачена перша». Оскільки гість вже прийняв першу чарку, а тим самим здав позиції людини непитущого, змусити його прийняти другу труднощів вже не становить. «Перша колом, друга соколом».
«Бог любить трійцю». Після третьої чарки зароджується оманливе душевне піднесення, вже всім добре, в очах наснага, зав'язується жвава розмова. Наступні стопки «летять, як ластівки — дрібними пташенятами».
Четверта — «У будинку чотири кути». «У воза (авта) чотири колеса».
П'ята — «Бог не дурень, любить п'ятак (монета номіналом у п'ять копійок)»…
Поступово приходить час для сакраментального питання, яке мучить російську людину: «Ти мене поважаєш?» Під час його з'ясування, щонайменше, один з опонентів засинає сном мертв'яка.
Як зауважив український етнограф Іван Прижов, випиваючи, росіяни не могли не помітити, що деколи й горілка не допомагає, тоді, кепкуючи зі своєї долі вони примовляли: «П'ємо як люди, а за що Бог не милує — не відаємо».
«Вино веселить, та від нього голова болить». Назавтра співрозмовники відчувають симптоми алкогольного отруєння (похмілля), знайомі, без перебільшення, кожній російській людині. Від усім відомої хвороби відомі й ліки. Доброзичливо радять: «Треба прийняти». Після прийняття стає легше, а де перша там і друга… і для деяких все повторюється. Недарма в народі говорять: «Не той п'яниця, хто п'є, а той, хто похмеляється!».
Російське прислів'я говорить, що пити горілку без пива — це пускати гроші на вітер, але збільшення вживання пива не призвело до зменшення вживання горілки. Горілка, як і раніше займає центральне місце у російській культурі, традиціях і, можливо, долі. Майже релігійне значення горілки в Росії навряд чи можна перебільшити. Горілка становить 73 % вживаного алкоголю, в порівнянні з пивом (17 %), вином, коньяком і лікером (10 %).
Будь-яка стадія вживання напоїв в Росії має відповідне відображення в прислів'ях та приказках:
- Не пити — тоді й на світи не жити.
- Пізно випита друга — даремно випита перша.
- Закуска градус вбиває!
- Швидко випитий стакан не вважається налитим.
- Скільки горілку не пий, а за пивом збігати доведеться.
- «Бачить Бог, що п'ємо ми не заради пияцтва окаянного, а щоб не відвикнути» (Приписують Петру I)
- Горілка краще хліба, бо гризти не потрібно.
- Горілка — наш ворог — коли ворог не здається — його знищують
- Горілка зранку не лише шкідлива, а й корисна
- Звичайно, пиво не вино — але після горілки все одно.

а також в прислів'ях:
- Зранку випив — весь день вільний.
- Не відкладай на післязавтра те, що можна випити сьогодні.
- Горілка буває тільки двох сортів: хороша і дуже хороша.
- Краще горілка без пляшки, ніж пляшка без горілки.
- Весілля без горілки, що мотузка без мила.
- В горілки єдиний брак — брак горілки.
- Пошлеш дурня за пляшкою горілки, тому він всього одну і принесе.
- Мужик нап'ється — з паном б'ється, а проспиться — свині боїться.
- Не питай чи п'є, питай який в хмелю.
- Не той п'яний, що двоє ведуть, третій ноги переставляє, а той п'яний, хто лежить, не дише, собака рило лиже, а він і чує, та не може сказати: цить!
- Перша чарка колом, друга — соколом, решта — дрібною пташкою.
- Помалу пити — помилишся: випити не вип'єш, а нап'єшся.
- П'яний проспиться, а дурень — ніколи.
- П'яного та малого Бог береже.
- П'яний решетом гроші міряє, а проспиться — нема за що купити решета.
- Того тверезий не відає, що хмільний говорить.
- Від нічого робити п'ють лише недалекі люди. Розумний завжди знайде причину.
- Пити — горе, не пити — удвічі.
- П'яного гріхи, та тверезого відповідь.
- П'яного мова — тверезого думки.
- П'яному море по коліно, а калюжа по вуха.

### Пияцтво в російському народному гуморі
- Під час антиалкогольної кампанії 1985—1988 рр. в Росії був популярний вірш:

рос. 
Водка стала пять и восемь -
Всё равно мы пить не бросим!
Передайте Ильичу, нам и десять по плечу
Ну а если будет больше, сделаем как было в Польше
Ну а если 25 -
будем Зимний брать опять!
- Анекдот часів перебудови.

Діти запитують тата: — Тато, повідомили, що горілка подорожчала, значить ти тепер будеш менше пити?
 — Ні, діти, тепер ви будете менше їсти!
- Чоловік приходить до лікаря: — Лікарю, мене покинула дружина і забрала дітей. Мене вигнали з роботи, грошей немає. Я став багато пити, у мене тремтять руки, в очах двоїться, все тіло болить, думки плутаються … що робити?
 — Так … Як лікар я вам рекомендую утриматися від спиртного, але як людина — не раджу.

- Чоловік приходить додому п'яний.

Дружина: — Не розумію, як можна кожен день пити.
Чоловік: — Тоді нема чого розмірковувати про речі, в яких ти ні бельмеса.
- — Наркологи стурбовані. Більше 80 % рок-музикантів вживають наркотики. — Вони стурбовані тим, що якісь рок-музиканти вживають наркотики?! А до того, що в Архангельську спивається ансамбль балалаєчників, їм діла немає!!

- Астрономи повідомили, що в космосі виявлена величезна (463 млрд куб. км) крапля спирту. «Росавіакосмос» переходить на цілодобовий режим роботи. Діти знову хочуть стати космонавтами…

### Відео
- Дмитрий Медведев о алкогольной ситуации в России
- Алкогольный и наркотический террор против России — В. Г. Жданов
- Специальный корреспондент — Пьянство (2009)
- Алкоголизм в деревне
- Россия под градусом
- О пьянстве. Русский взгляд (ч.1)
- Новая Россия: алкоголизм
- Алкогольный Тупик
- Табак и алкоголь причины высокой смертности в России
- Намедни — 85. Борьба с пьянством в СССР
- Похлёбкин В. В. — Кабак и пьянство
- Национальная Безопасность 1/6 Пиво Водка Россия
- Национальная Безопасность 2/6 Пиво Водка Россия
- Национальная Безопасность 3/6 Пиво Водка Россия
- Национальная Безопасность 4/6 Пиво Водка Россия
- Национальная Безопасность 5/6 Пиво Водка Россия
- Национальная Безопасность 6/6 Пиво Водка Россия
- Русский крест, проф. Жданов, часть 1/2
- Русский крест, проф. Жданов, часть 2/2
- АЛКОГОЛЬ…. ПРИЗНАТЬ ВИНОВНЫМ
- НЕВЗРОСЛЫЕ НОВОСТИ — молодежное пьянство
- Отрывок из лекции в ФСБ (2003г.)
- Серьёзно о трезвости
- Так Россия не пила никогда — Кривоногов
- Неужели это — МЫ ???
- ТНТ — Программа «За трезвость»
- Сельхозпредприятие « Зюкайский» вымирает от пьянства
- Все те же грабли